# Liste des communes de l'Eure
Pour les autres listes de communes françaises, voir Listes des communes de France.
| - L'Eure en France métropolitaine. - Carte des communes de l'Eure. |

Cette page liste les 585 communes du département français de l'Eure au 1er janvier 2025.

## Histoire
Entre janvier 2016 et janvier 2017, un programme de regroupement-fusion de communes a été mené dans le département de l'Eure (voir la Catégorie:Commune nouvelle dans l'Eure).

## Liste des communes
Le tableau suivant donne la liste des communes au 1er janvier 2025, en précisant leur code Insee, leur code postal principal, leur arrondissement, leur canton, leur intercommunalité, leur superficie, leur population et leur densité, d'après les chiffres de l'Insee issus du recensement 2022,.
| Nom                           | Code Insee | Code postal       | Arrondissement | Canton                             | Intercommunalité                       | Superficie (km2) | Population (dernière pop. légale) | Densité (hab./km2) | Modifier                                    |
| ----------------------------- | ---------- | ----------------- | -------------- | ---------------------------------- | -------------------------------------- | ---------------- | --------------------------------- | ------------------ | ------------------------------------------- |
| Évreux (préfecture)           | 27229      | 27000             | Évreux         | Évreux-1 Évreux-2 Évreux-3         | CA Évreux Portes de Normandie          | 26,46            | 48 335 (2022)                     | 1 827              | modifier les données · modifier les données |
| Aclou                         | 27001      | 27800             | Bernay         | Brionne                            | CC Intercom Bernay Terres de Normandie | 3,70             | 345 (2022)                        | 93                 | modifier les données · modifier les données |
| Acon                          | 27002      | 27570             | Évreux         | Verneuil d'Avre et d'Iton          | CA Évreux Portes de Normandie          | 9,16             | 472 (2022)                        | 52                 | modifier les données · modifier les données |
| Acquigny                      | 27003      | 27400             | Les Andelys    | Pont-de-l'Arche                    | CA Seine-Eure                          | 17,83            | 1 725 (2022)                      | 97                 | modifier les données · modifier les données |
| Aigleville                    | 27004      | 27120             | Les Andelys    | Pacy-sur-Eure                      | CA Seine Normandie Agglomération       | 3,24             | 411 (2022)                        | 127                | modifier les données · modifier les données |
| Ailly                         | 27005      | 27600             | Les Andelys    | Gaillon                            | CA Seine-Eure                          | 15,55            | 1 230 (2022)                      | 79                 | modifier les données · modifier les données |
| Aizier                        | 27006      | 27500             | Bernay         | Bourg-Achard                       | CC Roumois Seine                       | 2,36             | 156 (2022)                        | 66                 | modifier les données · modifier les données |
| Alizay                        | 27008      | 27460             | Les Andelys    | Pont-de-l'Arche                    | CA Seine-Eure                          | 8,62             | 1 575 (2022)                      | 183                | modifier les données · modifier les données |
| Ambenay                       | 27009      | 27250             | Bernay         | Breteuil                           | CC Interco Normandie Sud Eure          | 16,80            | 551 (2022)                        | 33                 | modifier les données · modifier les données |
| Amécourt                      | 27010      | 27140             | Les Andelys    | Gisors                             | CC du Vexin Normand                    | 6,01             | 174 (2022)                        | 29                 | modifier les données · modifier les données |
| Amfreville-les-Champs         | 27012      | 27380             | Les Andelys    | Romilly-sur-Andelle                | CC Lyons Andelle                       | 6,56             | 444 (2022)                        | 68                 | modifier les données · modifier les données |
| Amfreville-Saint-Amand        | 27011      | 27370             | Bernay         | Grand Bourgtheroulde               | CC Roumois Seine                       | 9,62             | 1 200 (2022)                      | 125                | modifier les données · modifier les données |
| Amfreville-sous-les-Monts     | 27013      | 27380             | Les Andelys    | Val-de-Reuil                       | CA Seine-Eure                          | 7,52             | 517 (2022)                        | 69                 | modifier les données · modifier les données |
| Amfreville-sur-Iton           | 27014      | 27400             | Les Andelys    | Pont-de-l'Arche                    | CA Seine-Eure                          | 5,48             | 882 (2022)                        | 161                | modifier les données · modifier les données |
| Andé                          | 27015      | 27430             | Les Andelys    | Louviers                           | CA Seine-Eure                          | 5,31             | 1 324 (2022)                      | 249                | modifier les données · modifier les données |
| Les Andelys                   | 27016      | 27700             | Les Andelys    | Les Andelys                        | CA Seine Normandie Agglomération       | 40,62            | 7 822 (2022)                      | 193                | modifier les données · modifier les données |
| Angerville-la-Campagne        | 27017      | 27930             | Évreux         | Évreux-3                           | CA Évreux Portes de Normandie          | 3,62             | 1 404 (2022)                      | 388                | modifier les données · modifier les données |
| Appeville-Annebault           | 27018      | 27290             | Bernay         | Pont-Audemer                       | CC de Pont-Audemer / Val de Risle      | 13,35            | 996 (2022)                        | 75                 | modifier les données · modifier les données |
| Armentières-sur-Avre          | 27019      | 27820             | Bernay         | Verneuil d'Avre et d'Iton          | CC Interco Normandie Sud Eure          | 6,11             | 161 (2022)                        | 26                 | modifier les données · modifier les données |
| Arnières-sur-Iton             | 27020      | 27180             | Évreux         | Évreux-1                           | CA Évreux Portes de Normandie          | 12,19            | 1 651 (2022)                      | 135                | modifier les données · modifier les données |
| Asnières                      | 27021      | 27260             | Bernay         | Beuzeville                         | CC Lieuvin Pays d'Auge                 | 8,14             | 338 (2022)                        | 42                 | modifier les données · modifier les données |
| Aulnay-sur-Iton               | 27023      | 27180             | Évreux         | Conches-en-Ouche                   | CC du Pays de Conches                  | 1,53             | 707 (2022)                        | 462                | modifier les données · modifier les données |
| Autheuil-Authouillet          | 27025      | 27490             | Les Andelys    | Gaillon                            | CA Seine-Eure                          | 11,66            | 944 (2022)                        | 81                 | modifier les données · modifier les données |
| Authevernes                   | 27026      | 27420             | Les Andelys    | Gisors                             | CC du Vexin Normand                    | 8,15             | 466 (2022)                        | 57                 | modifier les données · modifier les données |
| Les Authieux                  | 27027      | 27220             | Évreux         | Saint-André-de-l'Eure              | CA Évreux Portes de Normandie          | 4,87             | 292 (2022)                        | 60                 | modifier les données · modifier les données |
| Authou                        | 27028      | 27290             | Bernay         | Pont-Audemer                       | CC de Pont-Audemer / Val de Risle      | 2,96             | 333 (2022)                        | 113                | modifier les données · modifier les données |
| Aviron                        | 27031      | 27930             | Évreux         | Évreux-2                           | CA Évreux Portes de Normandie          | 7,32             | 1 098 (2022)                      | 150                | modifier les données · modifier les données |
| Bacquepuis                    | 27033      | 27930             | Bernay         | Le Neubourg                        | CC du Pays du Neubourg                 | 5,09             | 307 (2022)                        | 60                 | modifier les données · modifier les données |
| Bacqueville                   | 27034      | 27440             | Les Andelys    | Romilly-sur-Andelle                | CC Lyons Andelle                       | 11,01            | 620 (2022)                        | 56                 | modifier les données · modifier les données |
| Bailleul-la-Vallée            | 27035      | 27260             | Bernay         | Beuzeville                         | CC Lieuvin Pays d'Auge                 | 4,67             | 97 (2022)                         | 21                 | modifier les données · modifier les données |
| Bâlines                       | 27036      | 27130             | Bernay         | Verneuil d'Avre et d'Iton          | CC Interco Normandie Sud Eure          | 3,73             | 545 (2022)                        | 146                | modifier les données · modifier les données |
| Barc                          | 27037      | 27170             | Bernay         | Brionne                            | CC Intercom Bernay Terres de Normandie | 11,35            | 1 168 (2022)                      | 103                | modifier les données · modifier les données |
| Les Barils                    | 27038      | 27130             | Bernay         | Verneuil d'Avre et d'Iton          | CC Interco Normandie Sud Eure          | 9,53             | 270 (2022)                        | 28                 | modifier les données · modifier les données |
| Barneville-sur-Seine          | 27039      | 27310             | Bernay         | Bourg-Achard                       | CC Roumois Seine                       | 8,77             | 530 (2022)                        | 60                 | modifier les données · modifier les données |
| La Baronnie                   | 27277      | 27220             | Évreux         | Saint-André-de-l'Eure              | CA Évreux Portes de Normandie          | 11,22            | 760 (2022)                        | 68                 | modifier les données · modifier les données |
| Barquet                       | 27040      | 27170             | Bernay         | Brionne                            | CC Intercom Bernay Terres de Normandie | 13,68            | 449 (2022)                        | 33                 | modifier les données · modifier les données |
| Barville                      | 27042      | 27230             | Bernay         | Beuzeville                         | CC Lieuvin Pays d'Auge                 | 2,71             | 85 (2022)                         | 31                 | modifier les données · modifier les données |
| Les Baux-de-Breteuil          | 27043      | 27160             | Bernay         | Breteuil                           | CC Interco Normandie Sud Eure          | 34,22            | 686 (2022)                        | 20                 | modifier les données · modifier les données |
| Les Baux-Sainte-Croix         | 27044      | 27180             | Évreux         | Évreux-3                           | CA Évreux Portes de Normandie          | 17,03            | 868 (2022)                        | 51                 | modifier les données · modifier les données |
| Bazincourt-sur-Epte           | 27045      | 27140             | Les Andelys    | Gisors                             | CC du Vexin Normand                    | 11,00            | 780 (2022)                        | 71                 | modifier les données · modifier les données |
| Bazoques                      | 27046      | 27230             | Bernay         | Beuzeville                         | CC Lieuvin Pays d'Auge                 | 6,90             | 140 (2022)                        | 20                 | modifier les données · modifier les données |
| Beaubray                      | 27047      | 27190             | Évreux         | Conches-en-Ouche                   | CC du Pays de Conches                  | 15,43            | 338 (2022)                        | 22                 | modifier les données · modifier les données |
| Beauficel-en-Lyons            | 27048      | 27480             | Les Andelys    | Romilly-sur-Andelle                | CC Lyons Andelle                       | 7,20             | 207 (2022)                        | 29                 | modifier les données · modifier les données |
| Beaumont-le-Roger             | 27051      | 27170             | Bernay         | Brionne                            | CC Intercom Bernay Terres de Normandie | 36,42            | 2 767 (2022)                      | 76                 | modifier les données · modifier les données |
| Beaumontel                    | 27050      | 27170             | Bernay         | Brionne                            | CC Intercom Bernay Terres de Normandie | 11,63            | 634 (2022)                        | 55                 | modifier les données · modifier les données |
| Le Bec-Hellouin               | 27052      | 27800             | Bernay         | Brionne                            | CC Intercom Bernay Terres de Normandie | 9,55             | 378 (2022)                        | 40                 | modifier les données · modifier les données |
| Le Bec-Thomas                 | 27053      | 27370             | Bernay         | Grand Bourgtheroulde               | CA Seine-Eure                          | 1,40             | 200 (2022)                        | 143                | modifier les données · modifier les données |
| Bémécourt                     | 27054      | 27160             | Bernay         | Breteuil                           | CC Interco Normandie Sud Eure          | 17,11            | 557 (2022)                        | 33                 | modifier les données · modifier les données |
| Bérengeville-la-Campagne      | 27055      | 27110             | Bernay         | Le Neubourg                        | CC du Pays du Neubourg                 | 9,19             | 330 (2022)                        | 36                 | modifier les données · modifier les données |
| Bernay                        | 27056      | 27300             | Bernay         | Bernay                             | CC Intercom Bernay Terres de Normandie | 24,03            | 9 801 (2022)                      | 408                | modifier les données · modifier les données |
| Bernienville                  | 27057      | 27180             | Bernay         | Le Neubourg                        | CC du Pays du Neubourg                 | 7,81             | 295 (2022)                        | 38                 | modifier les données · modifier les données |
| Bernouville                   | 27059      | 27660             | Les Andelys    | Gisors                             | CC du Vexin Normand                    | 6,12             | 317 (2022)                        | 52                 | modifier les données · modifier les données |
| Berthouville                  | 27061      | 27800             | Bernay         | Brionne                            | CC Intercom Bernay Terres de Normandie | 7,53             | 336 (2022)                        | 45                 | modifier les données · modifier les données |
| Berville-la-Campagne          | 27063      | 27170             | Bernay         | Brionne                            | CC Intercom Bernay Terres de Normandie | 8,68             | 265 (2022)                        | 31                 | modifier les données · modifier les données |
| Berville-sur-Mer              | 27064      | 27210             | Bernay         | Beuzeville                         | CC du Pays de Honfleur-Beuzeville      | 5,08             | 680 (2022)                        | 134                | modifier les données · modifier les données |
| Beuzeville                    | 27065      | 27210             | Bernay         | Beuzeville                         | CC du Pays de Honfleur-Beuzeville      | 23,25            | 4 697 (2022)                      | 202                | modifier les données · modifier les données |
| Bézu-la-Forêt                 | 27066      | 27480             | Les Andelys    | Romilly-sur-Andelle                | CC du Vexin Normand                    | 8,98             | 289 (2022)                        | 32                 | modifier les données · modifier les données |
| Bézu-Saint-Éloi               | 27067      | 27660             | Les Andelys    | Gisors                             | CC du Vexin Normand                    | 11,42            | 1 616 (2022)                      | 142                | modifier les données · modifier les données |
| Bois-Anzeray                  | 27068      | 27330             | Bernay         | Breteuil                           | CC Interco Normandie Sud Eure          | 11,61            | 186 (2022)                        | 16                 | modifier les données · modifier les données |
| Bois-Arnault                  | 27069      | 27250             | Bernay         | Breteuil                           | CC Interco Normandie Sud Eure          | 12,90            | 699 (2022)                        | 54                 | modifier les données · modifier les données |
| Le Bois-Hellain               | 27071      | 27260             | Bernay         | Beuzeville                         | CC Lieuvin Pays d'Auge                 | 3,20             | 210 (2022)                        | 66                 | modifier les données · modifier les données |
| Bois-Jérôme-Saint-Ouen        | 27072      | 27620             | Les Andelys    | Les Andelys                        | CA Seine Normandie Agglomération       | 10,51            | 744 (2022)                        | 71                 | modifier les données · modifier les données |
| Bois-le-Roi                   | 27073      | 27220             | Évreux         | Saint-André-de-l'Eure              | CA Évreux Portes de Normandie          | 5,42             | 1 234 (2022)                      | 228                | modifier les données · modifier les données |
| Bois-Normand-près-Lyre        | 27075      | 27330             | Bernay         | Breteuil                           | CC Interco Normandie Sud Eure          | 16,88            | 371 (2022)                        | 22                 | modifier les données · modifier les données |
| Boisney                       | 27074      | 27800             | Bernay         | Brionne                            | CC Intercom Bernay Terres de Normandie | 5,76             | 287 (2022)                        | 50                 | modifier les données · modifier les données |
| Boisset-les-Prévanches        | 27076      | 27120             | Les Andelys    | Pacy-sur-Eure                      | CA Seine Normandie Agglomération       | 7,46             | 489 (2022)                        | 66                 | modifier les données · modifier les données |
| Boissey-le-Châtel             | 27077      | 27520             | Bernay         | Grand Bourgtheroulde               | CC Roumois Seine                       | 4,38             | 877 (2022)                        | 200                | modifier les données · modifier les données |
| La Boissière                  | 27078      | 27220             | Les Andelys    | Pacy-sur-Eure                      | CA Seine Normandie Agglomération       | 3,45             | 261 (2022)                        | 76                 | modifier les données · modifier les données |
| Boissy-Lamberville            | 27079      | 27300             | Bernay         | Beuzeville                         | CC Lieuvin Pays d'Auge                 | 8,08             | 379 (2022)                        | 47                 | modifier les données · modifier les données |
| Boncourt                      | 27081      | 27120             | Évreux         | Évreux-3                           | CA Évreux Portes de Normandie          | 4,15             | 186 (2022)                        | 45                 | modifier les données · modifier les données |
| Bonneville-Aptot              | 27083      | 27290             | Bernay         | Pont-Audemer                       | CC de Pont-Audemer / Val de Risle      | 7,47             | 261 (2022)                        | 35                 | modifier les données · modifier les données |
| La Bonneville-sur-Iton        | 27082      | 27190             | Évreux         | Conches-en-Ouche                   | CC du Pays de Conches                  | 4,00             | 2 045 (2022)                      | 511                | modifier les données · modifier les données |
| Le Bosc du Theil              | 27302      | 27370             | Bernay         | Le Neubourg                        | CC du Pays du Neubourg                 | 20,11            | 1 314 (2022)                      | 65                 | modifier les données · modifier les données |
| Bosgouet                      | 27091      | 27310             | Bernay         | Bourg-Achard                       | CC Roumois Seine                       | 9,55             | 776 (2022)                        | 81                 | modifier les données · modifier les données |
| Bosquentin                    | 27094      | 27480             | Les Andelys    | Romilly-sur-Andelle                | CC Lyons Andelle                       | 6,90             | 128 (2022)                        | 19                 | modifier les données · modifier les données |
| Bosrobert                     | 27095      | 27800             | Bernay         | Brionne                            | CC Intercom Bernay Terres de Normandie | 9,21             | 671 (2022)                        | 73                 | modifier les données · modifier les données |
| Bosroumois                    | 27090      | 27670             | Bernay         | Grand Bourgtheroulde               | CC Roumois Seine                       | 13,24            | 3 855 (2022)                      | 291                | modifier les données · modifier les données |
| Les Bottereaux                | 27096      | 27250             | Bernay         | Breteuil                           | CC Interco Normandie Sud Eure          | 22,13            | 347 (2022)                        | 16                 | modifier les données · modifier les données |
| Bouafles                      | 27097      | 27700             | Les Andelys    | Les Andelys                        | CA Seine Normandie Agglomération       | 12,61            | 647 (2022)                        | 51                 | modifier les données · modifier les données |
| Bouchevilliers                | 27098      | 27150             | Les Andelys    | Romilly-sur-Andelle                | CC des Quatre Rivières                 | 4,31             | 72 (2022)                         | 17                 | modifier les données · modifier les données |
| Le Boulay-Morin               | 27099      | 27930             | Évreux         | Évreux-2                           | CA Évreux Portes de Normandie          | 5,55             | 818 (2022)                        | 147                | modifier les données · modifier les données |
| Boulleville                   | 27100      | 27210             | Bernay         | Beuzeville                         | CC du Pays de Honfleur-Beuzeville      | 7,17             | 1 227 (2022)                      | 171                | modifier les données · modifier les données |
| Bouquelon                     | 27101      | 27500             | Bernay         | Bourg-Achard                       | CC de Pont-Audemer / Val de Risle      | 11,71            | 489 (2022)                        | 42                 | modifier les données · modifier les données |
| Bouquetot                     | 27102      | 27310             | Bernay         | Bourg-Achard                       | CC Roumois Seine                       | 13,07            | 1 049 (2022)                      | 80                 | modifier les données · modifier les données |
| Bourg-Achard                  | 27103      | 27310             | Bernay         | Bourg-Achard                       | CC Roumois Seine                       | 12,32            | 4 029 (2022)                      | 327                | modifier les données · modifier les données |
| Bourg-Beaudouin               | 27104      | 27380             | Les Andelys    | Romilly-sur-Andelle                | CC Lyons Andelle                       | 5,33             | 725 (2022)                        | 136                | modifier les données · modifier les données |
| Bournainville-Faverolles      | 27106      | 27230             | Bernay         | Beuzeville                         | CC Lieuvin Pays d'Auge                 | 6,96             | 486 (2022)                        | 70                 | modifier les données · modifier les données |
| Bourneville-Sainte-Croix      | 27107      | 27500             | Bernay         | Bourg-Achard                       | CC Roumois Seine                       | 15,83            | 1 297 (2022)                      | 82                 | modifier les données · modifier les données |
| Bourth                        | 27108      | 27580             | Bernay         | Verneuil d'Avre et d'Iton          | CC Interco Normandie Sud Eure          | 18,63            | 1 166 (2022)                      | 63                 | modifier les données · modifier les données |
| Bray                          | 27109      | 27170             | Bernay         | Brionne                            | CC Intercom Bernay Terres de Normandie | 5,85             | 400 (2022)                        | 68                 | modifier les données · modifier les données |
| Brestot                       | 27110      | 27350             | Bernay         | Pont-Audemer                       | CC de Pont-Audemer / Val de Risle      | 8,73             | 636 (2022)                        | 73                 | modifier les données · modifier les données |
| Bretagnolles                  | 27111      | 27220             | Évreux         | Saint-André-de-l'Eure              | CA Évreux Portes de Normandie          | 3,78             | 202 (2022)                        | 53                 | modifier les données · modifier les données |
| Breteuil                      | 27112      | 27160             | Bernay         | Breteuil                           | CC Interco Normandie Sud Eure          | 55,05            | 4 284 (2022)                      | 78                 | modifier les données · modifier les données |
| Brétigny                      | 27113      | 27800             | Bernay         | Brionne                            | CC Intercom Bernay Terres de Normandie | 5,40             | 142 (2022)                        | 26                 | modifier les données · modifier les données |
| Breuilpont                    | 27114      | 27640             | Les Andelys    | Pacy-sur-Eure                      | CA Seine Normandie Agglomération       | 12,21            | 1 212 (2022)                      | 99                 | modifier les données · modifier les données |
| Breux-sur-Avre                | 27115      | 27570             | Bernay         | Verneuil d'Avre et d'Iton          | CC Interco Normandie Sud Eure          | 7,08             | 336 (2022)                        | 47                 | modifier les données · modifier les données |
| Brionne                       | 27116      | 27800             | Bernay         | Brionne                            | CC Intercom Bernay Terres de Normandie | 16,77            | 4 220 (2022)                      | 252                | modifier les données · modifier les données |
| Broglie                       | 27117      | 27270             | Bernay         | Breteuil                           | CC Intercom Bernay Terres de Normandie | 7,96             | 1 035 (2022)                      | 130                | modifier les données · modifier les données |
| Brosville                     | 27118      | 27930             | Bernay         | Le Neubourg                        | CC du Pays du Neubourg                 | 7,20             | 647 (2022)                        | 90                 | modifier les données · modifier les données |
| Bueil                         | 27119      | 27730             | Les Andelys    | Pacy-sur-Eure                      | CA Seine Normandie Agglomération       | 4,91             | 1 635 (2022)                      | 333                | modifier les données · modifier les données |
| Burey                         | 27120      | 27190             | Évreux         | Conches-en-Ouche                   | CC du Pays de Conches                  | 5,40             | 402 (2022)                        | 74                 | modifier les données · modifier les données |
| Caillouet-Orgeville           | 27123      | 27120             | Les Andelys    | Pacy-sur-Eure                      | CA Seine Normandie Agglomération       | 7,89             | 490 (2022)                        | 62                 | modifier les données · modifier les données |
| Cailly-sur-Eure               | 27124      | 27490             | Les Andelys    | Gaillon                            | CA Seine-Eure                          | 3,33             | 223 (2022)                        | 67                 | modifier les données · modifier les données |
| Calleville                    | 27125      | 27800             | Bernay         | Brionne                            | CC Intercom Bernay Terres de Normandie | 8,57             | 661 (2022)                        | 77                 | modifier les données · modifier les données |
| Campigny                      | 27126      | 27500             | Bernay         | Pont-Audemer                       | CC de Pont-Audemer / Val de Risle      | 10,74            | 1 097 (2022)                      | 102                | modifier les données · modifier les données |
| Canappeville                  | 27127      | 27400             | Bernay         | Le Neubourg                        | CC du Pays du Neubourg                 | 10,37            | 704 (2022)                        | 68                 | modifier les données · modifier les données |
| Caorches-Saint-Nicolas        | 27129      | 27300             | Bernay         | Bernay                             | CC Intercom Bernay Terres de Normandie | 11,78            | 603 (2022)                        | 51                 | modifier les données · modifier les données |
| Capelle-les-Grands            | 27130      | 27270             | Bernay         | Breteuil                           | CC Intercom Bernay Terres de Normandie | 13,39            | 426 (2022)                        | 32                 | modifier les données · modifier les données |
| Caugé                         | 27132      | 27180             | Évreux         | Conches-en-Ouche                   | CA Évreux Portes de Normandie          | 11,61            | 817 (2022)                        | 70                 | modifier les données · modifier les données |
| Caumont                       | 27133      | 27310             | Bernay         | Bourg-Achard                       | CC Roumois Seine                       | 6,00             | 1 132 (2022)                      | 189                | modifier les données · modifier les données |
| Cauverville-en-Roumois        | 27134      | 27350             | Bernay         | Bourg-Achard                       | CC Roumois Seine                       | 3,24             | 211 (2022)                        | 65                 | modifier les données · modifier les données |
| Cesseville                    | 27135      | 27110             | Bernay         | Le Neubourg                        | CC du Pays du Neubourg                 | 6,57             | 443 (2022)                        | 67                 | modifier les données · modifier les données |
| Chaignes                      | 27136      | 27120             | Les Andelys    | Pacy-sur-Eure                      | CA Seine Normandie Agglomération       | 6,41             | 267 (2022)                        | 42                 | modifier les données · modifier les données |
| Chaise-Dieu-du-Theil          | 27137      | 27580             | Bernay         | Breteuil                           | CC Interco Normandie Sud Eure          | 5,93             | 207 (2022)                        | 35                 | modifier les données · modifier les données |
| Chamblac                      | 27138      | 27270             | Bernay         | Breteuil                           | CC Intercom Bernay Terres de Normandie | 20,90            | 359 (2022)                        | 17                 | modifier les données · modifier les données |
| Chambois                      | 27032      | 27240             | Bernay         | Verneuil d'Avre et d'Iton          | CC Interco Normandie Sud Eure          | 27,60            | 1 347 (2022)                      | 49                 | modifier les données · modifier les données |
| Chambord                      | 27139      | 27250             | Bernay         | Breteuil                           | CC Interco Normandie Sud Eure          | 14,62            | 172 (2022)                        | 12                 | modifier les données · modifier les données |
| Chambray                      | 27140      | 27120             | Les Andelys    | Pacy-sur-Eure                      | CA Seine Normandie Agglomération       | 8,42             | 396 (2022)                        | 47                 | modifier les données · modifier les données |
| Champ-Dolent                  | 27141      | 27190             | Évreux         | Conches-en-Ouche                   | CC du Pays de Conches                  | 2,28             | 63 (2022)                         | 28                 | modifier les données · modifier les données |
| Champenard                    | 27142      | 27600             | Les Andelys    | Gaillon                            | CA Seine-Eure                          | 2,32             | 304 (2022)                        | 131                | modifier les données · modifier les données |
| Champigny-la-Futelaye         | 27144      | 27220             | Évreux         | Saint-André-de-l'Eure              | CA Évreux Portes de Normandie          | 15,98            | 272 (2022)                        | 17                 | modifier les données · modifier les données |
| La Chapelle-Bayvel            | 27146      | 27260             | Bernay         | Beuzeville                         | CC Lieuvin Pays d'Auge                 | 4,84             | 383 (2022)                        | 79                 | modifier les données · modifier les données |
| La Chapelle-du-Bois-des-Faulx | 27147      | 27930             | Évreux         | Évreux-2                           | CA Évreux Portes de Normandie          | 4,37             | 656 (2022)                        | 150                | modifier les données · modifier les données |
| La Chapelle-Gauthier          | 27148      | 27270             | Bernay         | Breteuil                           | CC Intercom Bernay Terres de Normandie | 16,43            | 406 (2022)                        | 25                 | modifier les données · modifier les données |
| La Chapelle-Hareng            | 27149      | 27230             | Bernay         | Beuzeville                         | CC Lieuvin Pays d'Auge                 | 4,07             | 122 (2022)                        | 30                 | modifier les données · modifier les données |
| La Chapelle-Longueville       | 27554      | 27950             | Les Andelys    | Pacy-sur-Eure                      | CA Seine Normandie Agglomération       | 19,60            | 3 283 (2022)                      | 168                | modifier les données · modifier les données |
| Charleval                     | 27151      | 27380             | Les Andelys    | Romilly-sur-Andelle                | CC Lyons Andelle                       | 14,14            | 1 703 (2022)                      | 120                | modifier les données · modifier les données |
| Château-sur-Epte              | 27152      | 27420             | Les Andelys    | Les Andelys                        | CC du Vexin Normand                    | 4,60             | 626 (2022)                        | 136                | modifier les données · modifier les données |
| Chauvincourt-Provemont        | 27153      | 27150             | Les Andelys    | Gisors                             | CC du Vexin Normand                    | 10,83            | 393 (2022)                        | 36                 | modifier les données · modifier les données |
| Chavigny-Bailleul             | 27154      | 27220             | Évreux         | Saint-André-de-l'Eure              | CA Évreux Portes de Normandie          | 18,42            | 580 (2022)                        | 31                 | modifier les données · modifier les données |
| Chennebrun                    | 27155      | 27820             | Bernay         | Verneuil d'Avre et d'Iton          | CC Interco Normandie Sud Eure          | 2,92             | 100 (2022)                        | 34                 | modifier les données · modifier les données |
| Chéronvilliers                | 27156      | 27250             | Bernay         | Breteuil                           | CC Interco Normandie Sud Eure          | 21,51            | 457 (2022)                        | 21                 | modifier les données · modifier les données |
| Cierrey                       | 27158      | 27930             | Évreux         | Évreux-3                           | CA Évreux Portes de Normandie          | 4,03             | 808 (2022)                        | 200                | modifier les données · modifier les données |
| Claville                      | 27161      | 27180             | Évreux         | Conches-en-Ouche                   | CC du Pays de Conches                  | 17,66            | 1 068 (2022)                      | 60                 | modifier les données · modifier les données |
| Clef Vallée d'Eure            | 27191      | 27490             | Les Andelys    | Gaillon                            | CA Seine-Eure                          | 25,59            | 2 490 (2022)                      | 97                 | modifier les données · modifier les données |
| Collandres-Quincarnon         | 27162      | 27190             | Évreux         | Conches-en-Ouche                   | CC du Pays de Conches                  | 7,98             | 254 (2022)                        | 32                 | modifier les données · modifier les données |
| Colletot                      | 27163      | 27500             | Bernay         | Pont-Audemer                       | CC de Pont-Audemer / Val de Risle      | 4,32             | 179 (2022)                        | 41                 | modifier les données · modifier les données |
| Combon                        | 27164      | 27170             | Bernay         | Brionne                            | CC Intercom Bernay Terres de Normandie | 16,30            | 822 (2022)                        | 50                 | modifier les données · modifier les données |
| Conches-en-Ouche              | 27165      | 27190             | Évreux         | Conches-en-Ouche                   | CC du Pays de Conches                  | 16,72            | 4 860 (2022)                      | 291                | modifier les données · modifier les données |
| Condé-sur-Risle               | 27167      | 27290             | Bernay         | Pont-Audemer                       | CC de Pont-Audemer / Val de Risle      | 9,87             | 656 (2022)                        | 66                 | modifier les données · modifier les données |
| Connelles                     | 27168      | 27430             | Les Andelys    | Val-de-Reuil                       | CA Seine-Eure                          | 4,17             | 172 (2022)                        | 41                 | modifier les données · modifier les données |
| Conteville                    | 27169      | 27210             | Bernay         | Beuzeville                         | CC du Pays de Honfleur-Beuzeville      | 10,68            | 1 032 (2022)                      | 97                 | modifier les données · modifier les données |
| Cormeilles                    | 27170      | 27260             | Bernay         | Beuzeville                         | CC Lieuvin Pays d'Auge                 | 3,05             | 1 136 (2022)                      | 372                | modifier les données · modifier les données |
| Le Cormier                    | 27171      | 27120             | Les Andelys    | Pacy-sur-Eure                      | CA Seine Normandie Agglomération       | 10,48            | 361 (2022)                        | 34                 | modifier les données · modifier les données |
| Corneville-la-Fouquetière     | 27173      | 27300             | Bernay         | Bernay                             | CC Intercom Bernay Terres de Normandie | 3,99             | 123 (2022)                        | 31                 | modifier les données · modifier les données |
| Corneville-sur-Risle          | 27174      | 27500             | Bernay         | Pont-Audemer                       | CC de Pont-Audemer / Val de Risle      | 13,23            | 1 371 (2022)                      | 104                | modifier les données · modifier les données |
| Coudray                       | 27176      | 27150             | Les Andelys    | Gisors                             | CC du Vexin Normand                    | 7,78             | 217 (2022)                        | 28                 | modifier les données · modifier les données |
| Coudres                       | 27177      | 27220             | Évreux         | Saint-André-de-l'Eure              | CA Évreux Portes de Normandie          | 15,37            | 541 (2022)                        | 35                 | modifier les données · modifier les données |
| Courbépine                    | 27179      | 27300             | Bernay         | Bernay                             | CC Intercom Bernay Terres de Normandie | 11,91            | 725 (2022)                        | 61                 | modifier les données · modifier les données |
| Courcelles-sur-Seine          | 27180      | 27940             | Les Andelys    | Gaillon                            | CA Seine-Eure                          | 5,47             | 2 157 (2022)                      | 394                | modifier les données · modifier les données |
| Courdemanche                  | 27181      | 27320             | Évreux         | Verneuil d'Avre et d'Iton          | CA Évreux Portes de Normandie          | 8,99             | 593 (2022)                        | 66                 | modifier les données · modifier les données |
| Courteilles                   | 27182      | 27130             | Bernay         | Verneuil d'Avre et d'Iton          | CC Interco Normandie Sud Eure          | 6,24             | 177 (2022)                        | 28                 | modifier les données · modifier les données |
| La Couture-Boussey            | 27183      | 27750             | Évreux         | Saint-André-de-l'Eure              | CA Évreux Portes de Normandie          | 10,90            | 2 301 (2022)                      | 211                | modifier les données · modifier les données |
| Crasville                     | 27184      | 27400             | Les Andelys    | Pont-de-l'Arche                    | CA Seine-Eure                          | 2,45             | 121 (2022)                        | 49                 | modifier les données · modifier les données |
| Crestot                       | 27185      | 27110             | Bernay         | Le Neubourg                        | CC du Pays du Neubourg                 | 6,31             | 544 (2022)                        | 86                 | modifier les données · modifier les données |
| Criquebeuf-la-Campagne        | 27187      | 27110             | Bernay         | Le Neubourg                        | CC du Pays du Neubourg                 | 7,75             | 351 (2022)                        | 45                 | modifier les données · modifier les données |
| Criquebeuf-sur-Seine          | 27188      | 27340             | Les Andelys    | Pont-de-l'Arche                    | CA Seine-Eure                          | 14,74            | 1 537 (2022)                      | 104                | modifier les données · modifier les données |
| La Croisille                  | 27189      | 27190             | Évreux         | Conches-en-Ouche                   | CC du Pays de Conches                  | 5,40             | 409 (2022)                        | 76                 | modifier les données · modifier les données |
| Croisy-sur-Eure               | 27190      | 27120             | Les Andelys    | Pacy-sur-Eure                      | CA Seine Normandie Agglomération       | 3,95             | 225 (2022)                        | 57                 | modifier les données · modifier les données |
| Crosville-la-Vieille          | 27192      | 27110             | Bernay         | Le Neubourg                        | CC du Pays du Neubourg                 | 7,74             | 610 (2022)                        | 79                 | modifier les données · modifier les données |
| Croth                         | 27193      | 27530             | Évreux         | Saint-André-de-l'Eure              | CA Évreux Portes de Normandie          | 10,51            | 1 419 (2022)                      | 135                | modifier les données · modifier les données |
| Cuverville                    | 27194      | 27700             | Les Andelys    | Les Andelys                        | CA Seine Normandie Agglomération       | 6,17             | 248 (2022)                        | 40                 | modifier les données · modifier les données |
| Les Damps                     | 27196      | 27340             | Les Andelys    | Pont-de-l'Arche                    | CA Seine-Eure                          | 4,74             | 1 335 (2022)                      | 282                | modifier les données · modifier les données |
| Dangu                         | 27199      | 27720             | Les Andelys    | Gisors                             | CC du Vexin Normand                    | 7,97             | 542 (2022)                        | 68                 | modifier les données · modifier les données |
| Dardez                        | 27200      | 27930             | Évreux         | Évreux-2                           | CA Évreux Portes de Normandie          | 2,82             | 131 (2022)                        | 46                 | modifier les données · modifier les données |
| Daubeuf-la-Campagne           | 27201      | 27110             | Bernay         | Le Neubourg                        | CC du Pays du Neubourg                 | 6,34             | 245 (2022)                        | 39                 | modifier les données · modifier les données |
| Daubeuf-près-Vatteville       | 27202      | 27430             | Les Andelys    | Les Andelys                        | CA Seine Normandie Agglomération       | 11,35            | 460 (2022)                        | 41                 | modifier les données · modifier les données |
| Douains                       | 27203      | 27120             | Les Andelys    | Pacy-sur-Eure                      | CA Seine Normandie Agglomération       | 11,27            | 456 (2022)                        | 40                 | modifier les données · modifier les données |
| Doudeauville-en-Vexin         | 27204      | 27150             | Les Andelys    | Gisors                             | CC du Vexin Normand                    | 5,85             | 265 (2022)                        | 45                 | modifier les données · modifier les données |
| Douville-sur-Andelle          | 27205      | 27380             | Les Andelys    | Romilly-sur-Andelle                | CC Lyons Andelle                       | 4,51             | 414 (2022)                        | 92                 | modifier les données · modifier les données |
| Droisy                        | 27206      | 27320             | Évreux         | Verneuil d'Avre et d'Iton          | CA Évreux Portes de Normandie          | 17,49            | 459 (2022)                        | 26                 | modifier les données · modifier les données |
| Drucourt                      | 27207      | 27230             | Bernay         | Beuzeville                         | CC Lieuvin Pays d'Auge                 | 11,97            | 576 (2022)                        | 48                 | modifier les données · modifier les données |
| Duranville                    | 27208      | 27230             | Bernay         | Beuzeville                         | CC Lieuvin Pays d'Auge                 | 4,73             | 144 (2022)                        | 30                 | modifier les données · modifier les données |
| Écaquelon                     | 27209      | 27290             | Bernay         | Pont-Audemer                       | CC de Pont-Audemer / Val de Risle      | 13,04            | 608 (2022)                        | 47                 | modifier les données · modifier les données |
| Écardenville-la-Campagne      | 27210      | 27170             | Bernay         | Brionne                            | CC Intercom Bernay Terres de Normandie | 7,40             | 446 (2022)                        | 60                 | modifier les données · modifier les données |
| Écauville                     | 27212      | 27110             | Bernay         | Le Neubourg                        | CC du Pays du Neubourg                 | 3,35             | 114 (2022)                        | 34                 | modifier les données · modifier les données |
| Écouis                        | 27214      | 27440             | Les Andelys    | Les Andelys                        | CA Seine Normandie Agglomération       | 13,07            | 849 (2022)                        | 65                 | modifier les données · modifier les données |
| Ecquetot                      | 27215      | 27110             | Bernay         | Le Neubourg                        | CC du Pays du Neubourg                 | 5,74             | 388 (2022)                        | 68                 | modifier les données · modifier les données |
| Émalleville                   | 27216      | 27930             | Évreux         | Évreux-2                           | CA Évreux Portes de Normandie          | 4,19             | 465 (2022)                        | 111                | modifier les données · modifier les données |
| Émanville                     | 27217      | 27190             | Bernay         | Le Neubourg                        | CC du Pays du Neubourg                 | 10,76            | 544 (2022)                        | 51                 | modifier les données · modifier les données |
| Épaignes                      | 27218      | 27260             | Bernay         | Beuzeville                         | CC Lieuvin Pays d'Auge                 | 26,10            | 1 562 (2022)                      | 60                 | modifier les données · modifier les données |
| Épégard                       | 27219      | 27110             | Bernay         | Le Neubourg                        | CC du Pays du Neubourg                 | 4,41             | 529 (2022)                        | 120                | modifier les données · modifier les données |
| Épieds                        | 27220      | 27730             | Évreux         | Saint-André-de-l'Eure              | CA Évreux Portes de Normandie          | 4,87             | 353 (2022)                        | 72                 | modifier les données · modifier les données |
| Épreville-en-Lieuvin          | 27222      | 27560             | Bernay         | Beuzeville                         | CC Lieuvin Pays d'Auge                 | 6,72             | 199 (2022)                        | 30                 | modifier les données · modifier les données |
| Épreville-près-le-Neubourg    | 27224      | 27110             | Bernay         | Le Neubourg                        | CC du Pays du Neubourg                 | 7,73             | 444 (2022)                        | 57                 | modifier les données · modifier les données |
| Étrépagny                     | 27226      | 27150             | Les Andelys    | Gisors                             | CC du Vexin Normand                    | 20,38            | 3 677 (2022)                      | 180                | modifier les données · modifier les données |
| Étréville                     | 27227      | 27350             | Bernay         | Bourg-Achard                       | CC Roumois Seine                       | 11,23            | 669 (2022)                        | 60                 | modifier les données · modifier les données |
| Éturqueraye                   | 27228      | 27350             | Bernay         | Bourg-Achard                       | CC Roumois Seine                       | 6,72             | 303 (2022)                        | 45                 | modifier les données · modifier les données |
| Ézy-sur-Eure                  | 27230      | 27530             | Évreux         | Saint-André-de-l'Eure              | CA du Pays de Dreux                    | 8,92             | 3 653 (2022)                      | 410                | modifier les données · modifier les données |
| Fains                         | 27231      | 27120             | Les Andelys    | Pacy-sur-Eure                      | CA Seine Normandie Agglomération       | 3,77             | 423 (2022)                        | 112                | modifier les données · modifier les données |
| Farceaux                      | 27232      | 27150             | Les Andelys    | Gisors                             | CC du Vexin Normand                    | 7,56             | 343 (2022)                        | 45                 | modifier les données · modifier les données |
| Fatouville-Grestain           | 27233      | 27210             | Bernay         | Beuzeville                         | CC du Pays de Honfleur-Beuzeville      | 10,26            | 710 (2022)                        | 69                 | modifier les données · modifier les données |
| Fauville                      | 27234      | 27930             | Évreux         | Évreux-3                           | CA Évreux Portes de Normandie          | 3,32             | 317 (2022)                        | 95                 | modifier les données · modifier les données |
| Faverolles-la-Campagne        | 27235      | 27190             | Évreux         | Conches-en-Ouche                   | CC du Pays de Conches                  | 4,71             | 154 (2022)                        | 33                 | modifier les données · modifier les données |
| Le Favril                     | 27237      | 27230             | Bernay         | Beuzeville                         | CC Lieuvin Pays d'Auge                 | 4,03             | 183 (2022)                        | 45                 | modifier les données · modifier les données |
| La Ferrière-sur-Risle         | 27240      | 27760             | Évreux         | Conches-en-Ouche                   | CC du Pays de Conches                  | 0,24             | 201 (2022)                        | 838                | modifier les données · modifier les données |
| Ferrières-Haut-Clocher        | 27238      | 27190             | Évreux         | Conches-en-Ouche                   | CC du Pays de Conches                  | 11,38            | 1 119 (2022)                      | 98                 | modifier les données · modifier les données |
| Ferrières-Saint-Hilaire       | 27239      | 27270             | Bernay         | Breteuil                           | CC Intercom Bernay Terres de Normandie | 9,84             | 428 (2022)                        | 43                 | modifier les données · modifier les données |
| Feuguerolles                  | 27241      | 27110             | Bernay         | Le Neubourg                        | CC du Pays du Neubourg                 | 8,20             | 169 (2022)                        | 21                 | modifier les données · modifier les données |
| Le Fidelaire                  | 27242      | 27190             | Évreux         | Conches-en-Ouche                   | CC du Pays de Conches                  | 33,55            | 1 016 (2022)                      | 30                 | modifier les données · modifier les données |
| Fiquefleur-Équainville        | 27243      | 27210             | Bernay         | Beuzeville                         | CC du Pays de Honfleur-Beuzeville      | 9,80             | 743 (2022)                        | 76                 | modifier les données · modifier les données |
| Flancourt-Crescy-en-Roumois   | 27085      | 27310             | Bernay         | Grand Bourgtheroulde               | CC Roumois Seine                       | 19,01            | 1 586 (2022)                      | 83                 | modifier les données · modifier les données |
| Fleury-la-Forêt               | 27245      | 27480             | Les Andelys    | Romilly-sur-Andelle                | CC Lyons Andelle                       | 7,85             | 289 (2022)                        | 37                 | modifier les données · modifier les données |
| Fleury-sur-Andelle            | 27246      | 27380             | Les Andelys    | Romilly-sur-Andelle                | CC Lyons Andelle                       | 3,79             | 1 810 (2022)                      | 478                | modifier les données · modifier les données |
| Flipou                        | 27247      | 27380             | Les Andelys    | Romilly-sur-Andelle                | CC Lyons Andelle                       | 6,97             | 321 (2022)                        | 46                 | modifier les données · modifier les données |
| Folleville                    | 27248      | 27230             | Bernay         | Beuzeville                         | CC Lieuvin Pays d'Auge                 | 6,16             | 192 (2022)                        | 31                 | modifier les données · modifier les données |
| Fontaine-Bellenger            | 27249      | 27600             | Les Andelys    | Gaillon                            | CA Seine-Eure                          | 4,96             | 1 089 (2022)                      | 220                | modifier les données · modifier les données |
| Fontaine-l'Abbé               | 27251      | 27470             | Bernay         | Bernay                             | CC Intercom Bernay Terres de Normandie | 13,23            | 567 (2022)                        | 43                 | modifier les données · modifier les données |
| Fontaine-la-Louvet            | 27252      | 27230             | Bernay         | Beuzeville                         | CC Lieuvin Pays d'Auge                 | 11,11            | 338 (2022)                        | 30                 | modifier les données · modifier les données |
| Fontaine-sous-Jouy            | 27254      | 27120             | Les Andelys    | Pacy-sur-Eure                      | CA Évreux Portes de Normandie          | 7,33             | 848 (2022)                        | 116                | modifier les données · modifier les données |
| La Forêt-du-Parc              | 27256      | 27220             | Évreux         | Saint-André-de-l'Eure              | CA Évreux Portes de Normandie          | 7,67             | 636 (2022)                        | 83                 | modifier les données · modifier les données |
| Fort-Moville                  | 27258      | 27210             | Bernay         | Beuzeville                         | CC Lieuvin Pays d'Auge                 | 9,32             | 510 (2022)                        | 55                 | modifier les données · modifier les données |
| Foucrainville                 | 27259      | 27220             | Évreux         | Saint-André-de-l'Eure              | CA Évreux Portes de Normandie          | 5,26             | 92 (2022)                         | 17                 | modifier les données · modifier les données |
| Foulbec                       | 27260      | 27210             | Bernay         | Beuzeville                         | CC du Pays de Honfleur-Beuzeville      | 11,86            | 649 (2022)                        | 55                 | modifier les données · modifier les données |
| Fouqueville                   | 27261      | 27370             | Bernay         | Grand Bourgtheroulde               | CC du Pays du Neubourg                 | 8,18             | 443 (2022)                        | 54                 | modifier les données · modifier les données |
| Franqueville                  | 27266      | 27800             | Bernay         | Brionne                            | CC Intercom Bernay Terres de Normandie | 3,03             | 304 (2022)                        | 100                | modifier les données · modifier les données |
| Frenelles-en-Vexin            | 27070      | 27150 27700       | Les Andelys    | Les Andelys                        | CA Seine Normandie Agglomération       | 29,06            | 1 690 (2022)                      | 58                 | modifier les données · modifier les données |
| Freneuse-sur-Risle            | 27267      | 27290             | Bernay         | Pont-Audemer                       | CC de Pont-Audemer / Val de Risle      | 8,13             | 336 (2022)                        | 41                 | modifier les données · modifier les données |
| Fresne-Cauverville            | 27269      | 27260             | Bernay         | Beuzeville                         | CC Lieuvin Pays d'Auge                 | 6,15             | 190 (2022)                        | 31                 | modifier les données · modifier les données |
| Fresney                       | 27271      | 27220             | Évreux         | Saint-André-de-l'Eure              | CA Évreux Portes de Normandie          | 6,34             | 318 (2022)                        | 50                 | modifier les données · modifier les données |
| Gadencourt                    | 27273      | 27120             | Les Andelys    | Pacy-sur-Eure                      | CA Seine Normandie Agglomération       | 3,89             | 365 (2022)                        | 94                 | modifier les données · modifier les données |
| Gaillon                       | 27275      | 27600             | Les Andelys    | Gaillon                            | CA Seine-Eure                          | 10,19            | 6 785 (2022)                      | 666                | modifier les données · modifier les données |
| Gamaches-en-Vexin             | 27276      | 27150             | Les Andelys    | Gisors                             | CC du Vexin Normand                    | 8,68             | 290 (2022)                        | 33                 | modifier les données · modifier les données |
| Garennes-sur-Eure             | 27278      | 27780             | Évreux         | Saint-André-de-l'Eure              | CA Évreux Portes de Normandie          | 10,52            | 2 024 (2022)                      | 192                | modifier les données · modifier les données |
| Gasny                         | 27279      | 27620             | Les Andelys    | Vernon                             | CA Seine Normandie Agglomération       | 12,89            | 3 080 (2022)                      | 239                | modifier les données · modifier les données |
| Gauciel                       | 27280      | 27930             | Évreux         | Évreux-3                           | CA Évreux Portes de Normandie          | 7,72             | 976 (2022)                        | 126                | modifier les données · modifier les données |
| Gaudreville-la-Rivière        | 27281      | 27190             | Évreux         | Conches-en-Ouche                   | CC du Pays de Conches                  | 6,73             | 228 (2022)                        | 34                 | modifier les données · modifier les données |
| Gauville-la-Campagne          | 27282      | 27930             | Évreux         | Conches-en-Ouche                   | CA Évreux Portes de Normandie          | 6,15             | 647 (2022)                        | 105                | modifier les données · modifier les données |
| Gisors                        | 27284      | 27140             | Les Andelys    | Gisors                             | CC du Vexin Normand                    | 16,67            | 12 395 (2022)                     | 744                | modifier les données · modifier les données |
| Giverny                       | 27285      | 27620             | Les Andelys    | Vernon                             | CA Seine Normandie Agglomération       | 6,46             | 448 (2022)                        | 69                 | modifier les données · modifier les données |
| Giverville                    | 27286      | 27560             | Bernay         | Beuzeville                         | CC Lieuvin Pays d'Auge                 | 6,14             | 382 (2022)                        | 62                 | modifier les données · modifier les données |
| Glisolles                     | 27287      | 27190             | Évreux         | Conches-en-Ouche                   | CC du Pays de Conches                  | 10,92            | 851 (2022)                        | 78                 | modifier les données · modifier les données |
| Glos-sur-Risle                | 27288      | 27290             | Bernay         | Pont-Audemer                       | CC de Pont-Audemer / Val de Risle      | 7,33             | 598 (2022)                        | 82                 | modifier les données · modifier les données |
| La Goulafrière                | 27289      | 27390             | Bernay         | Breteuil                           | CC Intercom Bernay Terres de Normandie | 14,38            | 169 (2022)                        | 12                 | modifier les données · modifier les données |
| Goupil-Othon                  | 27290      | 27170             | Bernay         | Brionne                            | CC Intercom Bernay Terres de Normandie | 14,80            | 1 254 (2022)                      | 85                 | modifier les données · modifier les données |
| Gournay-le-Guérin             | 27291      | 27580             | Bernay         | Verneuil d'Avre et d'Iton          | CC Interco Normandie Sud Eure          | 12,27            | 119 (2022)                        | 9,7                | modifier les données · modifier les données |
| Grand Bourgtheroulde          | 27105      | 27520             | Bernay         | Grand Bourgtheroulde               | CC Roumois Seine                       | 19,51            | 4 006 (2022)                      | 205                | modifier les données · modifier les données |
| Grand-Camp                    | 27295      | 27270             | Bernay         | Breteuil                           | CC Intercom Bernay Terres de Normandie | 14,11            | 458 (2022)                        | 32                 | modifier les données · modifier les données |
| Graveron-Sémerville           | 27298      | 27110             | Bernay         | Le Neubourg                        | CC du Pays du Neubourg                 | 8,03             | 321 (2022)                        | 40                 | modifier les données · modifier les données |
| Gravigny                      | 27299      | 27930             | Évreux         | Évreux-2                           | CA Évreux Portes de Normandie          | 9,98             | 4 016 (2022)                      | 402                | modifier les données · modifier les données |
| Grosley-sur-Risle             | 27300      | 27170             | Bernay         | Brionne                            | CC Intercom Bernay Terres de Normandie | 13,18            | 525 (2022)                        | 40                 | modifier les données · modifier les données |
| Grossœuvre                    | 27301      | 27220             | Évreux         | Saint-André-de-l'Eure              | CA Évreux Portes de Normandie          | 16,36            | 1 431 (2022)                      | 87                 | modifier les données · modifier les données |
| Guerny                        | 27304      | 27720             | Les Andelys    | Gisors                             | CC du Vexin Normand                    | 6,03             | 155 (2022)                        | 26                 | modifier les données · modifier les données |
| Guichainville                 | 27306      | 27930             | Évreux         | Évreux-3                           | CA Évreux Portes de Normandie          | 15,32            | 3 077 (2022)                      | 201                | modifier les données · modifier les données |
| Guiseniers                    | 27307      | 27700             | Les Andelys    | Les Andelys                        | CA Seine Normandie Agglomération       | 10,71            | 488 (2022)                        | 46                 | modifier les données · modifier les données |
| L'Habit                       | 27309      | 27220             | Évreux         | Saint-André-de-l'Eure              | CA Évreux Portes de Normandie          | 5,08             | 486 (2022)                        | 96                 | modifier les données · modifier les données |
| Hacqueville                   | 27310      | 27150             | Les Andelys    | Gisors                             | CC du Vexin Normand                    | 9,81             | 403 (2022)                        | 41                 | modifier les données · modifier les données |
| Harcourt                      | 27311      | 27800             | Bernay         | Brionne                            | CC Intercom Bernay Terres de Normandie | 15,20            | 1 076 (2022)                      | 71                 | modifier les données · modifier les données |
| Hardencourt-Cocherel          | 27312      | 27120             | Les Andelys    | Pacy-sur-Eure                      | CA Seine Normandie Agglomération       | 4,93             | 286 (2022)                        | 58                 | modifier les données · modifier les données |
| La Harengère                  | 27313      | 27370             | Bernay         | Grand Bourgtheroulde               | CA Seine-Eure                          | 3,59             | 598 (2022)                        | 167                | modifier les données · modifier les données |
| Harquency                     | 27315      | 27700             | Les Andelys    | Les Andelys                        | CA Seine Normandie Agglomération       | 13,95            | 273 (2022)                        | 20                 | modifier les données · modifier les données |
| Hauville                      | 27316      | 27350             | Bernay         | Bourg-Achard                       | CC Roumois Seine                       | 14,69            | 1 270 (2022)                      | 86                 | modifier les données · modifier les données |
| La Haye-Aubrée                | 27317      | 27350             | Bernay         | Bourg-Achard                       | CC Roumois Seine                       | 7,50             | 419 (2022)                        | 56                 | modifier les données · modifier les données |
| La Haye-de-Calleville         | 27318      | 27800             | Bernay         | Brionne                            | CC Intercom Bernay Terres de Normandie | 2,95             | 252 (2022)                        | 85                 | modifier les données · modifier les données |
| La Haye-de-Routot             | 27319      | 27350             | Bernay         | Bourg-Achard                       | CC Roumois Seine                       | 2,51             | 286 (2022)                        | 114                | modifier les données · modifier les données |
| La Haye-du-Theil              | 27320      | 27370             | Bernay         | Grand Bourgtheroulde               | CC du Pays du Neubourg                 | 7,02             | 324 (2022)                        | 46                 | modifier les données · modifier les données |
| La Haye-le-Comte              | 27321      | 27400             | Les Andelys    | Pont-de-l'Arche                    | CA Seine-Eure                          | 3,32             | 145 (2022)                        | 44                 | modifier les données · modifier les données |
| La Haye-Malherbe              | 27322      | 27400             | Les Andelys    | Pont-de-l'Arche                    | CA Seine-Eure                          | 9,93             | 1 374 (2022)                      | 138                | modifier les données · modifier les données |
| La Haye-Saint-Sylvestre       | 27323      | 27330             | Bernay         | Breteuil                           | CC Interco Normandie Sud Eure          | 18,64            | 293 (2022)                        | 16                 | modifier les données · modifier les données |
| Hébécourt                     | 27324      | 27150             | Les Andelys    | Gisors                             | CC du Vexin Normand                    | 11,24            | 634 (2022)                        | 56                 | modifier les données · modifier les données |
| Hecmanville                   | 27325      | 27800             | Bernay         | Brionne                            | CC Intercom Bernay Terres de Normandie | 2,99             | 197 (2022)                        | 66                 | modifier les données · modifier les données |
| Hécourt                       | 27326      | 27120             | Les Andelys    | Pacy-sur-Eure                      | CA Seine Normandie Agglomération       | 7,73             | 318 (2022)                        | 41                 | modifier les données · modifier les données |
| Hectomare                     | 27327      | 27110             | Bernay         | Le Neubourg                        | CC du Pays du Neubourg                 | 2,05             | 216 (2022)                        | 105                | modifier les données · modifier les données |
| Hennezis                      | 27329      | 27700             | Les Andelys    | Les Andelys                        | CA Seine Normandie Agglomération       | 15,63            | 749 (2022)                        | 48                 | modifier les données · modifier les données |
| Herqueville                   | 27330      | 27430             | Les Andelys    | Val-de-Reuil                       | CA Seine-Eure                          | 3,76             | 125 (2022)                        | 33                 | modifier les données · modifier les données |
| Heubécourt-Haricourt          | 27331      | 27630             | Les Andelys    | Les Andelys                        | CA Seine Normandie Agglomération       | 11,92            | 461 (2022)                        | 39                 | modifier les données · modifier les données |
| Heudebouville                 | 27332      | 27400 27600       | Les Andelys    | Louviers                           | CA Seine-Eure                          | 9,28             | 809 (2022)                        | 87                 | modifier les données · modifier les données |
| Heudicourt                    | 27333      | 27860             | Les Andelys    | Gisors                             | CC du Vexin Normand                    | 10,73            | 723 (2022)                        | 67                 | modifier les données · modifier les données |
| Heudreville-en-Lieuvin        | 27334      | 27230             | Bernay         | Beuzeville                         | CC Lieuvin Pays d'Auge                 | 4,15             | 115 (2022)                        | 28                 | modifier les données · modifier les données |
| Heudreville-sur-Eure          | 27335      | 27400             | Les Andelys    | Gaillon                            | CA Seine-Eure                          | 14,15            | 1 066 (2022)                      | 75                 | modifier les données · modifier les données |
| La Heunière                   | 27336      | 27950             | Les Andelys    | Pacy-sur-Eure                      | CA Seine Normandie Agglomération       | 3,07             | 454 (2022)                        | 148                | modifier les données · modifier les données |
| Heuqueville                   | 27337      | 27700             | Les Andelys    | Les Andelys                        | CA Seine Normandie Agglomération       | 7,77             | 347 (2022)                        | 45                 | modifier les données · modifier les données |
| Les Hogues                    | 27338      | 27910             | Les Andelys    | Romilly-sur-Andelle                | CC Lyons Andelle                       | 11,81            | 685 (2022)                        | 58                 | modifier les données · modifier les données |
| Hondouville                   | 27339      | 27400             | Bernay         | Le Neubourg                        | CC du Pays du Neubourg                 | 6,88             | 813 (2022)                        | 118                | modifier les données · modifier les données |
| Honguemare-Guenouville        | 27340      | 27310             | Bernay         | Bourg-Achard                       | CC Roumois Seine                       | 9,30             | 702 (2022)                        | 75                 | modifier les données · modifier les données |
| L'Hosmes                      | 27341      | 27570             | Bernay         | Verneuil d'Avre et d'Iton          | CC Interco Normandie Sud Eure          | 6,74             | 66 (2022)                         | 9,8                | modifier les données · modifier les données |
| Houetteville                  | 27342      | 27400             | Bernay         | Le Neubourg                        | CC du Pays du Neubourg                 | 6,85             | 194 (2022)                        | 28                 | modifier les données · modifier les données |
| Houlbec-Cocherel              | 27343      | 27120             | Les Andelys    | Pacy-sur-Eure                      | CA Seine Normandie Agglomération       | 11,64            | 1 270 (2022)                      | 109                | modifier les données · modifier les données |
| La Houssaye                   | 27345      | 27410             | Bernay         | Brionne                            | CC Intercom Bernay Terres de Normandie | 4,25             | 206 (2022)                        | 48                 | modifier les données · modifier les données |
| Houville-en-Vexin             | 27346      | 27440             | Les Andelys    | Romilly-sur-Andelle                | CC Lyons Andelle                       | 8,09             | 234 (2022)                        | 29                 | modifier les données · modifier les données |
| Huest                         | 27347      | 27930             | Évreux         | Évreux-3                           | CA Évreux Portes de Normandie          | 6,57             | 776 (2022)                        | 118                | modifier les données · modifier les données |
| Igoville                      | 27348      | 27460             | Les Andelys    | Pont-de-l'Arche                    | CA Seine-Eure                          | 5,61             | 1 701 (2022)                      | 303                | modifier les données · modifier les données |
| Illeville-sur-Montfort        | 27349      | 27290             | Bernay         | Pont-Audemer                       | CC de Pont-Audemer / Val de Risle      | 14,95            | 857 (2022)                        | 57                 | modifier les données · modifier les données |
| Illiers-l'Évêque              | 27350      | 27770             | Évreux         | Verneuil d'Avre et d'Iton          | CA Évreux Portes de Normandie          | 20,63            | 1 018 (2022)                      | 49                 | modifier les données · modifier les données |
| Incarville                    | 27351      | 27400             | Les Andelys    | Louviers                           | CA Seine-Eure                          | 7,09             | 1 352 (2022)                      | 191                | modifier les données · modifier les données |
| Irreville                     | 27353      | 27930             | Évreux         | Évreux-2                           | CA Évreux Portes de Normandie          | 5,60             | 472 (2022)                        | 84                 | modifier les données · modifier les données |
| Iville                        | 27354      | 27110             | Bernay         | Le Neubourg                        | CC du Pays du Neubourg                 | 8,81             | 420 (2022)                        | 48                 | modifier les données · modifier les données |
| Ivry-la-Bataille              | 27355      | 27540             | Évreux         | Saint-André-de-l'Eure              | CA du Pays de Dreux                    | 7,76             | 2 640 (2022)                      | 340                | modifier les données · modifier les données |
| Jouy-sur-Eure                 | 27358      | 27120             | Les Andelys    | Pacy-sur-Eure                      | CA Évreux Portes de Normandie          | 9,80             | 558 (2022)                        | 57                 | modifier les données · modifier les données |
| Juignettes                    | 27359      | 27250             | Bernay         | Breteuil                           | CC Interco Normandie Sud Eure          | 12,96            | 293 (2022)                        | 23                 | modifier les données · modifier les données |
| Jumelles                      | 27360      | 27220             | Évreux         | Saint-André-de-l'Eure              | CA Évreux Portes de Normandie          | 7,29             | 327 (2022)                        | 45                 | modifier les données · modifier les données |
| La Lande-Saint-Léger          | 27361      | 27210             | Bernay         | Beuzeville                         | CC Lieuvin Pays d'Auge                 | 7,96             | 404 (2022)                        | 51                 | modifier les données · modifier les données |
| Le Landin                     | 27363      | 27350             | Bernay         | Bourg-Achard                       | CC Roumois Seine                       | 3,15             | 262 (2022)                        | 83                 | modifier les données · modifier les données |
| Launay                        | 27364      | 27470             | Bernay         | Brionne                            | CC Intercom Bernay Terres de Normandie | 2,26             | 180 (2022)                        | 80                 | modifier les données · modifier les données |
| Léry                          | 27365      | 27690             | Les Andelys    | Val-de-Reuil                       | CA Seine-Eure                          | 8,56             | 1 984 (2022)                      | 232                | modifier les données · modifier les données |
| Le Lesme                      | 27565      | 27160             | Bernay         | Breteuil                           | CC Interco Normandie Sud Eure          | 26,50            | 702 (2022)                        | 26                 | modifier les données · modifier les données |
| Letteguives                   | 27366      | 27910             | Les Andelys    | Romilly-sur-Andelle                | CC Lyons Andelle                       | 4,10             | 208 (2022)                        | 51                 | modifier les données · modifier les données |
| Lieurey                       | 27367      | 27560             | Bernay         | Beuzeville                         | CC Lieuvin Pays d'Auge                 | 18,21            | 1 471 (2022)                      | 81                 | modifier les données · modifier les données |
| Lignerolles                   | 27368      | 27220             | Évreux         | Saint-André-de-l'Eure              | CA Évreux Portes de Normandie          | 6,22             | 356 (2022)                        | 57                 | modifier les données · modifier les données |
| Lilly                         | 27369      | 27480             | Les Andelys    | Romilly-sur-Andelle                | CC Lyons Andelle                       | 6,03             | 74 (2022)                         | 12                 | modifier les données · modifier les données |
| Lisors                        | 27370      | 27440             | Les Andelys    | Romilly-sur-Andelle                | CC Lyons Andelle                       | 10,75            | 299 (2022)                        | 28                 | modifier les données · modifier les données |
| Livet-sur-Authou              | 27371      | 27800             | Bernay         | Brionne                            | CC Intercom Bernay Terres de Normandie | 3,90             | 165 (2022)                        | 42                 | modifier les données · modifier les données |
| Longchamps                    | 27372      | 27150             | Les Andelys    | Gisors                             | CC du Vexin Normand                    | 15,43            | 685 (2022)                        | 44                 | modifier les données · modifier les données |
| Lorleau                       | 27373      | 27480             | Les Andelys    | Romilly-sur-Andelle                | CC Lyons Andelle                       | 12,31            | 101 (2022)                        | 8,2                | modifier les données · modifier les données |
| Louversey                     | 27374      | 27190             | Évreux         | Conches-en-Ouche                   | CC du Pays de Conches                  | 10,73            | 506 (2022)                        | 47                 | modifier les données · modifier les données |
| Louviers                      | 27375      | 27400             | Les Andelys    | Louviers                           | CA Seine-Eure                          | 27,06            | 18 347 (2022)                     | 678                | modifier les données · modifier les données |
| Louye                         | 27376      | 27650             | Évreux         | Saint-André-de-l'Eure              | CA du Pays de Dreux                    | 5,20             | 215 (2022)                        | 41                 | modifier les données · modifier les données |
| Lyons-la-Forêt                | 27377      | 27480             | Les Andelys    | Romilly-sur-Andelle                | CC Lyons Andelle                       | 26,99            | 730 (2022)                        | 27                 | modifier les données · modifier les données |
| La Madeleine-de-Nonancourt    | 27378      | 27320             | Évreux         | Verneuil d'Avre et d'Iton          | CA du Pays de Dreux                    | 22,61            | 1 160 (2022)                      | 51                 | modifier les données · modifier les données |
| Mainneville                   | 27379      | 27150             | Les Andelys    | Romilly-sur-Andelle                | CC du Vexin Normand                    | 8,14             | 460 (2022)                        | 57                 | modifier les données · modifier les données |
| Malleville-sur-le-Bec         | 27380      | 27800             | Bernay         | Brionne                            | CC Intercom Bernay Terres de Normandie | 6,98             | 269 (2022)                        | 39                 | modifier les données · modifier les données |
| Malouy                        | 27381      | 27300             | Bernay         | Bernay                             | CC Lieuvin Pays d'Auge                 | 3,14             | 171 (2022)                        | 54                 | modifier les données · modifier les données |
| Mandeville                    | 27382      | 27370             | Bernay         | Le Neubourg                        | CA Seine-Eure                          | 3,05             | 343 (2022)                        | 112                | modifier les données · modifier les données |
| Mandres                       | 27383      | 27130             | Bernay         | Verneuil d'Avre et d'Iton          | CC Interco Normandie Sud Eure          | 11,79            | 350 (2022)                        | 30                 | modifier les données · modifier les données |
| Manneville-la-Raoult          | 27384      | 27210             | Bernay         | Beuzeville                         | CC du Pays de Honfleur-Beuzeville      | 7,37             | 482 (2022)                        | 65                 | modifier les données · modifier les données |
| Manneville-sur-Risle          | 27385      | 27500             | Bernay         | Pont-Audemer                       | CC de Pont-Audemer / Val de Risle      | 9,32             | 1 436 (2022)                      | 154                | modifier les données · modifier les données |
| Le Manoir                     | 27386      | 27460             | Les Andelys    | Pont-de-l'Arche                    | CA Seine-Eure                          | 2,39             | 1 279 (2022)                      | 535                | modifier les données · modifier les données |
| Marais-Vernier                | 27388      | 27680             | Bernay         | Bourg-Achard                       | CC de Pont-Audemer / Val de Risle      | 24,98            | 473 (2022)                        | 19                 | modifier les données · modifier les données |
| Marbeuf                       | 27389      | 27110             | Bernay         | Le Neubourg                        | CC du Pays du Neubourg                 | 8,48             | 487 (2022)                        | 57                 | modifier les données · modifier les données |
| Marbois                       | 27157      | 27160 27240       | Bernay         | Breteuil                           | CC Interco Normandie Sud Eure          | 46,54            | 1 307 (2022)                      | 28                 | modifier les données · modifier les données |
| Marcilly-la-Campagne          | 27390      | 27320             | Évreux         | Verneuil d'Avre et d'Iton          | CA Évreux Portes de Normandie          | 19,50            | 1 117 (2022)                      | 57                 | modifier les données · modifier les données |
| Marcilly-sur-Eure             | 27391      | 27810             | Évreux         | Saint-André-de-l'Eure              | CA Évreux Portes de Normandie          | 15,48            | 1 611 (2022)                      | 104                | modifier les données · modifier les données |
| Martagny                      | 27392      | 27150             | Les Andelys    | Romilly-sur-Andelle                | CC du Vexin Normand                    | 4,38             | 136 (2022)                        | 31                 | modifier les données · modifier les données |
| Martainville                  | 27393      | 27210             | Bernay         | Beuzeville                         | CC Lieuvin Pays d'Auge                 | 9,09             | 497 (2022)                        | 55                 | modifier les données · modifier les données |
| Martot                        | 27394      | 27340             | Les Andelys    | Pont-de-l'Arche                    | CA Seine-Eure                          | 8,48             | 458 (2022)                        | 54                 | modifier les données · modifier les données |
| Mélicourt                     | 27395      | 27390             | Bernay         | Breteuil                           | CC Intercom Bernay Terres de Normandie | 6,40             | 92 (2022)                         | 14                 | modifier les données · modifier les données |
| Ménesqueville                 | 27396      | 27850             | Les Andelys    | Romilly-sur-Andelle                | CC Lyons Andelle                       | 4,17             | 478 (2022)                        | 115                | modifier les données · modifier les données |
| Ménilles                      | 27397      | 27120             | Les Andelys    | Pacy-sur-Eure                      | CA Seine Normandie Agglomération       | 5,81             | 1 722 (2022)                      | 296                | modifier les données · modifier les données |
| Menneval                      | 27398      | 27300             | Bernay         | Bernay                             | CC Intercom Bernay Terres de Normandie | 6,63             | 1 532 (2022)                      | 231                | modifier les données · modifier les données |
| Mercey                        | 27399      | 27950             | Les Andelys    | Pacy-sur-Eure                      | CA Seine Normandie Agglomération       | 3,50             | 56 (2022)                         | 16                 | modifier les données · modifier les données |
| Merey                         | 27400      | 27640             | Les Andelys    | Pacy-sur-Eure                      | CA Seine Normandie Agglomération       | 8,66             | 344 (2022)                        | 40                 | modifier les données · modifier les données |
| Mesnil-en-Ouche               | 27049      | 27270 27330 27410 | Bernay         | Bernay                             | CC Intercom Bernay Terres de Normandie | 165,40           | 4 441 (2022)                      | 27                 | modifier les données · modifier les données |
| Le Mesnil-Fuguet              | 27401      | 27930             | Évreux         | Le Neubourg                        | CA Évreux Portes de Normandie          | 3,58             | 197 (2022)                        | 55                 | modifier les données · modifier les données |
| Le Mesnil-Jourdain            | 27403      | 27400             | Les Andelys    | Pont-de-l'Arche                    | CA Seine-Eure                          | 10,41            | 238 (2022)                        | 23                 | modifier les données · modifier les données |
| Mesnil-Rousset                | 27404      | 27390             | Bernay         | Breteuil                           | CC Intercom Bernay Terres de Normandie | 7,22             | 84 (2022)                         | 12                 | modifier les données · modifier les données |
| Le Mesnil-Saint-Jean          | 27541      | 27560             | Bernay         | Beuzeville                         | CC Lieuvin Pays d'Auge                 | 7,85             | 166 (2022)                        | 21                 | modifier les données · modifier les données |
| Mesnil-sous-Vienne            | 27405      | 27150             | Les Andelys    | Romilly-sur-Andelle                | CC du Vexin Normand                    | 5,72             | 101 (2022)                        | 18                 | modifier les données · modifier les données |
| Mesnil-sur-l'Estrée           | 27406      | 27650             | Évreux         | Saint-André-de-l'Eure              | CA Évreux Portes de Normandie          | 5,76             | 942 (2022)                        | 164                | modifier les données · modifier les données |
| Mesnil-Verclives              | 27407      | 27440             | Les Andelys    | Les Andelys                        | CA Seine Normandie Agglomération       | 9,96             | 304 (2022)                        | 31                 | modifier les données · modifier les données |
| Mesnils-sur-Iton              | 27198      | 27160 27240       | Bernay         | Breteuil Verneuil d'Avre et d'Iton | CC Interco Normandie Sud Eure          | 125,03           | 6 142 (2022)                      | 49                 | modifier les données · modifier les données |
| Mézières-en-Vexin             | 27408      | 27510             | Les Andelys    | Les Andelys                        | CA Seine Normandie Agglomération       | 12,70            | 598 (2022)                        | 47                 | modifier les données · modifier les données |
| Miserey                       | 27410      | 27930             | Évreux         | Évreux-3                           | CA Évreux Portes de Normandie          | 8,11             | 599 (2022)                        | 74                 | modifier les données · modifier les données |
| Moisville                     | 27411      | 27320             | Évreux         | Verneuil d'Avre et d'Iton          | CA Évreux Portes de Normandie          | 6,99             | 233 (2022)                        | 33                 | modifier les données · modifier les données |
| Montfort-sur-Risle            | 27413      | 27290             | Bernay         | Pont-Audemer                       | CC de Pont-Audemer / Val de Risle      | 3,94             | 778 (2022)                        | 197                | modifier les données · modifier les données |
| Montreuil-l'Argillé           | 27414      | 27390             | Bernay         | Breteuil                           | CC Intercom Bernay Terres de Normandie | 13,72            | 788 (2022)                        | 57                 | modifier les données · modifier les données |
| Les Monts du Roumois          | 27062      | 27370 27520       | Bernay         | Grand Bourgtheroulde               | CC Roumois Seine                       | 23,81            | 1 609 (2022)                      | 68                 | modifier les données · modifier les données |
| Morainville-Jouveaux          | 27415      | 27260             | Bernay         | Beuzeville                         | CC Lieuvin Pays d'Auge                 | 15,39            | 372 (2022)                        | 24                 | modifier les données · modifier les données |
| Morgny                        | 27417      | 27150             | Les Andelys    | Gisors                             | CC du Vexin Normand                    | 17,37            | 663 (2022)                        | 38                 | modifier les données · modifier les données |
| Morsan                        | 27418      | 27800             | Bernay         | Brionne                            | CC Intercom Bernay Terres de Normandie | 4,83             | 122 (2022)                        | 25                 | modifier les données · modifier les données |
| Mouettes                      | 27419      | 27220             | Évreux         | Saint-André-de-l'Eure              | CA Évreux Portes de Normandie          | 8,39             | 753 (2022)                        | 90                 | modifier les données · modifier les données |
| Mouflaines                    | 27420      | 27420             | Les Andelys    | Gisors                             | CC du Vexin Normand                    | 3,75             | 162 (2022)                        | 43                 | modifier les données · modifier les données |
| Mousseaux-Neuville            | 27421      | 27220             | Évreux         | Saint-André-de-l'Eure              | CA Évreux Portes de Normandie          | 14,20            | 641 (2022)                        | 45                 | modifier les données · modifier les données |
| Muids                         | 27422      | 27430             | Les Andelys    | Les Andelys                        | CA Seine Normandie Agglomération       | 15,22            | 864 (2022)                        | 57                 | modifier les données · modifier les données |
| Muzy                          | 27423      | 27650             | Évreux         | Saint-André-de-l'Eure              | CA Évreux Portes de Normandie          | 9,18             | 780 (2022)                        | 85                 | modifier les données · modifier les données |
| Nagel-Séez-Mesnil             | 27424      | 27190             | Évreux         | Conches-en-Ouche                   | CC du Pays de Conches                  | 11,72            | 334 (2022)                        | 28                 | modifier les données · modifier les données |
| Nassandres sur Risle          | 27425      | 27170 27300 27550 | Bernay         | Brionne                            | CC Intercom Bernay Terres de Normandie | 25,58            | 2 291 (2022)                      | 90                 | modifier les données · modifier les données |
| Neaufles-Auvergny             | 27427      | 27250             | Bernay         | Breteuil                           | CC Interco Normandie Sud Eure          | 17,35            | 413 (2022)                        | 24                 | modifier les données · modifier les données |
| Neaufles-Saint-Martin         | 27426      | 27830             | Les Andelys    | Gisors                             | CC du Vexin Normand                    | 9,07             | 1 306 (2022)                      | 144                | modifier les données · modifier les données |
| Le Neubourg                   | 27428      | 27110             | Bernay         | Le Neubourg                        | CC du Pays du Neubourg                 | 9,91             | 4 251 (2022)                      | 429                | modifier les données · modifier les données |
| Neuilly                       | 27429      | 27730             | Les Andelys    | Pacy-sur-Eure                      | CA Seine Normandie Agglomération       | 4,71             | 174 (2022)                        | 37                 | modifier les données · modifier les données |
| La Neuve-Grange               | 27430      | 27150             | Les Andelys    | Gisors                             | CC du Vexin Normand                    | 5,09             | 389 (2022)                        | 76                 | modifier les données · modifier les données |
| La Neuve-Lyre                 | 27431      | 27330             | Bernay         | Breteuil                           | CC Interco Normandie Sud Eure          | 2,85             | 532 (2022)                        | 187                | modifier les données · modifier les données |
| La Neuville-du-Bosc           | 27432      | 27890             | Bernay         | Brionne                            | CC Intercom Bernay Terres de Normandie | 14,45            | 713 (2022)                        | 49                 | modifier les données · modifier les données |
| Neuville-sur-Authou           | 27433      | 27800             | Bernay         | Brionne                            | CC Intercom Bernay Terres de Normandie | 5,54             | 192 (2022)                        | 35                 | modifier les données · modifier les données |
| Noards                        | 27434      | 27560             | Bernay         | Beuzeville                         | CC Lieuvin Pays d'Auge                 | 4,21             | 61 (2022)                         | 14                 | modifier les données · modifier les données |
| La Noë-Poulain                | 27435      | 27560             | Bernay         | Beuzeville                         | CC Lieuvin Pays d'Auge                 | 4,70             | 251 (2022)                        | 53                 | modifier les données · modifier les données |
| Nogent-le-Sec                 | 27436      | 27190             | Évreux         | Conches-en-Ouche                   | CC du Pays de Conches                  | 10,11            | 429 (2022)                        | 42                 | modifier les données · modifier les données |
| Nojeon-en-Vexin               | 27437      | 27150             | Les Andelys    | Gisors                             | CC du Vexin Normand                    | 13,02            | 347 (2022)                        | 27                 | modifier les données · modifier les données |
| Nonancourt                    | 27438      | 27320             | Évreux         | Verneuil d'Avre et d'Iton          | CA du Pays de Dreux                    | 7,21             | 2 300 (2022)                      | 319                | modifier les données · modifier les données |
| Normanville                   | 27439      | 27930             | Évreux         | Évreux-2                           | CA Évreux Portes de Normandie          | 9,14             | 1 164 (2022)                      | 127                | modifier les données · modifier les données |
| Notre-Dame-d'Épine            | 27441      | 27800             | Bernay         | Brionne                            | CC Intercom Bernay Terres de Normandie | 1,70             | 69 (2022)                         | 41                 | modifier les données · modifier les données |
| Notre-Dame-de-l'Isle          | 27440      | 27940             | Les Andelys    | Les Andelys                        | CA Seine Normandie Agglomération       | 11,81            | 643 (2022)                        | 54                 | modifier les données · modifier les données |
| Notre-Dame-du-Hamel           | 27442      | 27390             | Bernay         | Breteuil                           | CC Intercom Bernay Terres de Normandie | 13,58            | 188 (2022)                        | 14                 | modifier les données · modifier les données |
| Le Noyer-en-Ouche             | 27444      | 27410             | Bernay         | Bernay                             | CC Intercom Bernay Terres de Normandie | 10,90            | 206 (2022)                        | 19                 | modifier les données · modifier les données |
| Noyers                        | 27445      | 27720             | Les Andelys    | Gisors                             | CC du Vexin Normand                    | 5,37             | 251 (2022)                        | 47                 | modifier les données · modifier les données |
| Ormes                         | 27446      | 27190             | Évreux         | Conches-en-Ouche                   | CC du Pays de Conches                  | 14,10            | 460 (2022)                        | 33                 | modifier les données · modifier les données |
| Pacy-sur-Eure                 | 27448      | 27120             | Les Andelys    | Pacy-sur-Eure                      | CA Seine Normandie Agglomération       | 22,03            | 4 975 (2022)                      | 226                | modifier les données · modifier les données |
| Parville                      | 27451      | 27180             | Évreux         | Conches-en-Ouche                   | CA Évreux Portes de Normandie          | 4,54             | 288 (2022)                        | 63                 | modifier les données · modifier les données |
| Le Perrey                     | 27263      | 27500 27680       | Bernay         | Pont-Audemer                       | CC de Pont-Audemer / Val de Risle      | 21,40            | 1 221 (2022)                      | 57                 | modifier les données · modifier les données |
| Perriers-sur-Andelle          | 27453      | 27910             | Les Andelys    | Romilly-sur-Andelle                | CC Lyons Andelle                       | 11,21            | 1 791 (2022)                      | 160                | modifier les données · modifier les données |
| Perruel                       | 27454      | 27910             | Les Andelys    | Romilly-sur-Andelle                | CC Lyons Andelle                       | 5,37             | 466 (2022)                        | 87                 | modifier les données · modifier les données |
| Piencourt                     | 27455      | 27230             | Bernay         | Beuzeville                         | CC Lieuvin Pays d'Auge                 | 8,70             | 169 (2022)                        | 19                 | modifier les données · modifier les données |
| Pinterville                   | 27456      | 27400             | Les Andelys    | Pont-de-l'Arche                    | CA Seine-Eure                          | 5,93             | 805 (2022)                        | 136                | modifier les données · modifier les données |
| Piseux                        | 27457      | 27130             | Bernay         | Verneuil d'Avre et d'Iton          | CC Interco Normandie Sud Eure          | 19,63            | 691 (2022)                        | 35                 | modifier les données · modifier les données |
| Pîtres                        | 27458      | 27590             | Les Andelys    | Pont-de-l'Arche                    | CA Seine-Eure                          | 10,97            | 2 572 (2022)                      | 234                | modifier les données · modifier les données |
| Les Places                    | 27459      | 27230             | Bernay         | Beuzeville                         | CC Lieuvin Pays d'Auge                 | 1,93             | 74 (2022)                         | 38                 | modifier les données · modifier les données |
| Plainville                    | 27460      | 27300             | Bernay         | Bernay                             | CC Intercom Bernay Terres de Normandie | 6,41             | 206 (2022)                        | 32                 | modifier les données · modifier les données |
| Le Planquay                   | 27462      | 27230             | Bernay         | Beuzeville                         | CC Lieuvin Pays d'Auge                 | 4,04             | 161 (2022)                        | 40                 | modifier les données · modifier les données |
| Plasnes                       | 27463      | 27300             | Bernay         | Bernay                             | CC Intercom Bernay Terres de Normandie | 16,06            | 728 (2022)                        | 45                 | modifier les données · modifier les données |
| Le Plessis-Grohan             | 27464      | 27180             | Évreux         | Évreux-3                           | CA Évreux Portes de Normandie          | 8,28             | 928 (2022)                        | 112                | modifier les données · modifier les données |
| Le Plessis-Hébert             | 27465      | 27120             | Les Andelys    | Pacy-sur-Eure                      | CA Seine Normandie Agglomération       | 11,73            | 402 (2022)                        | 34                 | modifier les données · modifier les données |
| Le Plessis-Sainte-Opportune   | 27466      | 27170             | Bernay         | Brionne                            | CC Intercom Bernay Terres de Normandie | 11,37            | 355 (2022)                        | 31                 | modifier les données · modifier les données |
| Pont-Audemer                  | 27467      | 27500             | Bernay         | Pont-Audemer                       | CC de Pont-Audemer / Val de Risle      | 14,66            | 9 950 (2022)                      | 679                | modifier les données · modifier les données |
| Pont-Authou                   | 27468      | 27290             | Bernay         | Pont-Audemer                       | CC de Pont-Audemer / Val de Risle      | 3,52             | 580 (2022)                        | 165                | modifier les données · modifier les données |
| Pont-de-l'Arche               | 27469      | 27340             | Les Andelys    | Pont-de-l'Arche                    | CA Seine-Eure                          | 9,35             | 4 130 (2022)                      | 442                | modifier les données · modifier les données |
| Pont-Saint-Pierre             | 27470      | 27360             | Les Andelys    | Romilly-sur-Andelle                | CC Lyons Andelle                       | 6,90             | 1 137 (2022)                      | 165                | modifier les données · modifier les données |
| Port-Mort                     | 27473      | 27940             | Les Andelys    | Les Andelys                        | CA Seine Normandie Agglomération       | 12,17            | 891 (2022)                        | 73                 | modifier les données · modifier les données |
| Porte-de-Seine                | 27471      | 27100 27430       | Les Andelys    | Val-de-Reuil                       | CA Seine-Eure                          | 6,46             | 209 (2022)                        | 32                 | modifier les données · modifier les données |
| Portes                        | 27472      | 27190             | Évreux         | Conches-en-Ouche                   | CC du Pays de Conches                  | 9,44             | 260 (2022)                        | 28                 | modifier les données · modifier les données |
| Poses                         | 27474      | 27740             | Les Andelys    | Val-de-Reuil                       | CA Seine-Eure                          | 5,39             | 1 118 (2022)                      | 207                | modifier les données · modifier les données |
| La Poterie-Mathieu            | 27475      | 27560             | Bernay         | Beuzeville                         | CC Lieuvin Pays d'Auge                 | 6,41             | 166 (2022)                        | 26                 | modifier les données · modifier les données |
| Les Préaux                    | 27476      | 27500             | Bernay         | Pont-Audemer                       | CC de Pont-Audemer / Val de Risle      | 5,96             | 396 (2022)                        | 66                 | modifier les données · modifier les données |
| Pressagny-l'Orgueilleux       | 27477      | 27510             | Les Andelys    | Les Andelys                        | CA Seine Normandie Agglomération       | 10,27            | 696 (2022)                        | 68                 | modifier les données · modifier les données |
| Prey                          | 27478      | 27220             | Évreux         | Saint-André-de-l'Eure              | CA Évreux Portes de Normandie          | 8,09             | 976 (2022)                        | 121                | modifier les données · modifier les données |
| Puchay                        | 27480      | 27150             | Les Andelys    | Gisors                             | CC du Vexin Normand                    | 13,93            | 609 (2022)                        | 44                 | modifier les données · modifier les données |
| Pullay                        | 27481      | 27130             | Bernay         | Verneuil d'Avre et d'Iton          | CC Interco Normandie Sud Eure          | 12,03            | 387 (2022)                        | 32                 | modifier les données · modifier les données |
| La Pyle                       | 27482      | 27370             | Bernay         | Le Neubourg                        | CC du Pays du Neubourg                 | 1,69             | 157 (2022)                        | 93                 | modifier les données · modifier les données |
| Quatremare                    | 27483      | 27400             | Les Andelys    | Pont-de-l'Arche                    | CA Seine-Eure                          | 5,99             | 440 (2022)                        | 73                 | modifier les données · modifier les données |
| Quillebeuf-sur-Seine          | 27485      | 27680             | Bernay         | Bourg-Achard                       | CC de Pont-Audemer / Val de Risle      | 10,11            | 838 (2022)                        | 83                 | modifier les données · modifier les données |
| Quittebeuf                    | 27486      | 27110             | Bernay         | Le Neubourg                        | CC du Pays du Neubourg                 | 13,45            | 654 (2022)                        | 49                 | modifier les données · modifier les données |
| Radepont                      | 27487      | 27380             | Les Andelys    | Romilly-sur-Andelle                | CC Lyons Andelle                       | 15,81            | 643 (2022)                        | 41                 | modifier les données · modifier les données |
| Renneville                    | 27488      | 27910             | Les Andelys    | Romilly-sur-Andelle                | CC Lyons Andelle                       | 6,30             | 207 (2022)                        | 33                 | modifier les données · modifier les données |
| Reuilly                       | 27489      | 27930             | Évreux         | Évreux-2                           | CA Évreux Portes de Normandie          | 9,73             | 518 (2022)                        | 53                 | modifier les données · modifier les données |
| Richeville                    | 27490      | 27420             | Les Andelys    | Gisors                             | CC du Vexin Normand                    | 3,92             | 266 (2022)                        | 68                 | modifier les données · modifier les données |
| Romilly-la-Puthenaye          | 27492      | 27170             | Bernay         | Brionne                            | CC Intercom Bernay Terres de Normandie | 11,85            | 329 (2022)                        | 28                 | modifier les données · modifier les données |
| Romilly-sur-Andelle           | 27493      | 27610             | Les Andelys    | Romilly-sur-Andelle                | CC Lyons Andelle                       | 8,53             | 3 227 (2022)                      | 378                | modifier les données · modifier les données |
| La Roquette                   | 27495      | 27700             | Les Andelys    | Les Andelys                        | CA Seine Normandie Agglomération       | 5,90             | 236 (2022)                        | 40                 | modifier les données · modifier les données |
| Rosay-sur-Lieure              | 27496      | 27790             | Les Andelys    | Romilly-sur-Andelle                | CC Lyons Andelle                       | 8,21             | 510 (2022)                        | 62                 | modifier les données · modifier les données |
| Rouge-Perriers                | 27498      | 27110             | Bernay         | Brionne                            | CC Intercom Bernay Terres de Normandie | 4,12             | 368 (2022)                        | 89                 | modifier les données · modifier les données |
| Rougemontiers                 | 27497      | 27350             | Bernay         | Bourg-Achard                       | CC de Pont-Audemer / Val de Risle      | 11,96            | 1 033 (2022)                      | 86                 | modifier les données · modifier les données |
| Routot                        | 27500      | 27350             | Bernay         | Bourg-Achard                       | CC de Pont-Audemer / Val de Risle      | 6,61             | 1 659 (2022)                      | 251                | modifier les données · modifier les données |
| Rouvray                       | 27501      | 27120             | Les Andelys    | Pacy-sur-Eure                      | CA Seine Normandie Agglomération       | 2,51             | 257 (2022)                        | 102                | modifier les données · modifier les données |
| Rugles                        | 27502      | 27250             | Bernay         | Breteuil                           | CC Interco Normandie Sud Eure          | 14,10            | 2 199 (2022)                      | 156                | modifier les données · modifier les données |
| Sacquenville                  | 27504      | 27930             | Évreux         | Le Neubourg                        | CA Évreux Portes de Normandie          | 9,97             | 1 207 (2022)                      | 121                | modifier les données · modifier les données |
| Saint-Agnan-de-Cernières      | 27505      | 27390             | Bernay         | Breteuil                           | CC Intercom Bernay Terres de Normandie | 7,42             | 154 (2022)                        | 21                 | modifier les données · modifier les données |
| Saint-André-de-l'Eure         | 27507      | 27220             | Évreux         | Saint-André-de-l'Eure              | CA Évreux Portes de Normandie          | 19,83            | 3 903 (2022)                      | 197                | modifier les données · modifier les données |
| Saint-Antonin-de-Sommaire     | 27508      | 27250             | Bernay         | Breteuil                           | CC Interco Normandie Sud Eure          | 7,16             | 213 (2022)                        | 30                 | modifier les données · modifier les données |
| Saint-Aubin-d'Écrosville      | 27511      | 27110             | Bernay         | Le Neubourg                        | CC du Pays du Neubourg                 | 14,60            | 749 (2022)                        | 51                 | modifier les données · modifier les données |
| Saint-Aubin-de-Scellon        | 27512      | 27230             | Bernay         | Beuzeville                         | CC Lieuvin Pays d'Auge                 | 13,90            | 330 (2022)                        | 24                 | modifier les données · modifier les données |
| Saint-Aubin-du-Thenney        | 27514      | 27270             | Bernay         | Breteuil                           | CC Intercom Bernay Terres de Normandie | 13,96            | 350 (2022)                        | 25                 | modifier les données · modifier les données |
| Saint-Aubin-sur-Gaillon       | 27517      | 27600             | Les Andelys    | Gaillon                            | CA Seine-Eure                          | 19,46            | 2 164 (2022)                      | 111                | modifier les données · modifier les données |
| Saint-Aubin-sur-Quillebeuf    | 27518      | 27680             | Bernay         | Bourg-Achard                       | CC Roumois Seine                       | 12,39            | 757 (2022)                        | 61                 | modifier les données · modifier les données |
| Saint-Benoît-des-Ombres       | 27520      | 27450             | Bernay         | Beuzeville                         | CC Lieuvin Pays d'Auge                 | 3,63             | 142 (2022)                        | 39                 | modifier les données · modifier les données |
| Saint-Christophe-sur-Avre     | 27521      | 27820             | Bernay         | Verneuil d'Avre et d'Iton          | CC Interco Normandie Sud Eure          | 10,76            | 141 (2022)                        | 13                 | modifier les données · modifier les données |
| Saint-Christophe-sur-Condé    | 27522      | 27450             | Bernay         | Beuzeville                         | CC Lieuvin Pays d'Auge                 | 9,00             | 429 (2022)                        | 48                 | modifier les données · modifier les données |
| Saint-Cyr-de-Salerne          | 27527      | 27800             | Bernay         | Brionne                            | CC Intercom Bernay Terres de Normandie | 6,38             | 206 (2022)                        | 32                 | modifier les données · modifier les données |
| Saint-Cyr-la-Campagne         | 27529      | 27370             | Bernay         | Grand Bourgtheroulde               | CA Seine-Eure                          | 2,91             | 429 (2022)                        | 147                | modifier les données · modifier les données |
| Saint-Denis-d'Augerons        | 27530      | 27390             | Bernay         | Breteuil                           | CC Intercom Bernay Terres de Normandie | 4,27             | 77 (2022)                         | 18                 | modifier les données · modifier les données |
| Saint-Denis-des-Monts         | 27531      | 27520             | Bernay         | Grand Bourgtheroulde               | CC Roumois Seine                       | 3,88             | 208 (2022)                        | 54                 | modifier les données · modifier les données |
| Saint-Denis-le-Ferment        | 27533      | 27140             | Les Andelys    | Gisors                             | CC du Vexin Normand                    | 18,01            | 502 (2022)                        | 28                 | modifier les données · modifier les données |
| Saint-Didier-des-Bois         | 27534      | 27370             | Bernay         | Grand Bourgtheroulde               | CA Seine-Eure                          | 5,58             | 895 (2022)                        | 160                | modifier les données · modifier les données |
| Saint-Élier                   | 27535      | 27190             | Évreux         | Conches-en-Ouche                   | CC du Pays de Conches                  | 2,32             | 404 (2022)                        | 174                | modifier les données · modifier les données |
| Saint-Éloi-de-Fourques        | 27536      | 27800             | Bernay         | Brionne                            | CC Intercom Bernay Terres de Normandie | 7,23             | 548 (2022)                        | 76                 | modifier les données · modifier les données |
| Saint-Étienne-du-Vauvray      | 27537      | 27430             | Les Andelys    | Louviers                           | CA Seine-Eure                          | 1,62             | 890 (2022)                        | 549                | modifier les données · modifier les données |
| Saint-Étienne-l'Allier        | 27538      | 27450             | Bernay         | Beuzeville                         | CC Lieuvin Pays d'Auge                 | 11,32            | 524 (2022)                        | 46                 | modifier les données · modifier les données |
| Saint-Étienne-sous-Bailleul   | 27539      | 27920             | Les Andelys    | Gaillon                            | CA Seine-Eure                          | 4,34             | 388 (2022)                        | 89                 | modifier les données · modifier les données |
| Saint-Georges-du-Vièvre       | 27542      | 27450             | Bernay         | Beuzeville                         | CC Lieuvin Pays d'Auge                 | 10,19            | 894 (2022)                        | 88                 | modifier les données · modifier les données |
| Saint-Georges-Motel           | 27543      | 27710             | Évreux         | Saint-André-de-l'Eure              | CA du Pays de Dreux                    | 4,97             | 880 (2022)                        | 177                | modifier les données · modifier les données |
| Saint-Germain-de-Fresney      | 27544      | 27220             | Évreux         | Saint-André-de-l'Eure              | CA Évreux Portes de Normandie          | 5,35             | 195 (2022)                        | 36                 | modifier les données · modifier les données |
| Saint-Germain-de-Pasquier     | 27545      | 27370             | Bernay         | Grand Bourgtheroulde               | CA Seine-Eure                          | 1,99             | 122 (2022)                        | 61                 | modifier les données · modifier les données |
| Saint-Germain-des-Angles      | 27546      | 27930             | Évreux         | Évreux-2                           | CA Évreux Portes de Normandie          | 1,81             | 171 (2022)                        | 94                 | modifier les données · modifier les données |
| Saint-Germain-la-Campagne     | 27547      | 27230             | Bernay         | Beuzeville                         | CC Lieuvin Pays d'Auge                 | 22,23            | 858 (2022)                        | 39                 | modifier les données · modifier les données |
| Saint-Germain-sur-Avre        | 27548      | 27320             | Évreux         | Verneuil d'Avre et d'Iton          | CA Évreux Portes de Normandie          | 5,39             | 1 188 (2022)                      | 220                | modifier les données · modifier les données |
| Saint-Grégoire-du-Vièvre      | 27550      | 27450             | Bernay         | Beuzeville                         | CC Lieuvin Pays d'Auge                 | 8,97             | 312 (2022)                        | 35                 | modifier les données · modifier les données |
| Saint-Jean-du-Thenney         | 27552      | 27270             | Bernay         | Breteuil                           | CC Intercom Bernay Terres de Normandie | 8,31             | 214 (2022)                        | 26                 | modifier les données · modifier les données |
| Saint-Julien-de-la-Liègue     | 27553      | 27600             | Les Andelys    | Gaillon                            | CA Seine-Eure                          | 4,67             | 419 (2022)                        | 90                 | modifier les données · modifier les données |
| Saint-Laurent-des-Bois        | 27555      | 27220             | Évreux         | Saint-André-de-l'Eure              | CA Évreux Portes de Normandie          | 3,33             | 245 (2022)                        | 74                 | modifier les données · modifier les données |
| Saint-Laurent-du-Tencement    | 27556      | 27390             | Bernay         | Breteuil                           | CC Intercom Bernay Terres de Normandie | 2,76             | 66 (2022)                         | 24                 | modifier les données · modifier les données |
| Saint-Léger-de-Rôtes          | 27557      | 27300             | Bernay         | Bernay                             | CC Intercom Bernay Terres de Normandie | 6,46             | 456 (2022)                        | 71                 | modifier les données · modifier les données |
| Saint-Léger-du-Gennetey       | 27558      | 27520             | Bernay         | Grand Bourgtheroulde               | CC Roumois Seine                       | 3,27             | 170 (2022)                        | 52                 | modifier les données · modifier les données |
| Saint-Luc                     | 27560      | 27930             | Évreux         | Évreux-3                           | CA Évreux Portes de Normandie          | 5,08             | 244 (2022)                        | 48                 | modifier les données · modifier les données |
| Saint-Maclou                  | 27561      | 27210             | Bernay         | Beuzeville                         | CC du Pays de Honfleur-Beuzeville      | 5,56             | 667 (2022)                        | 120                | modifier les données · modifier les données |
| Saint-Marcel                  | 27562      | 27950             | Les Andelys    | Pacy-sur-Eure                      | CA Seine Normandie Agglomération       | 9,93             | 4 474 (2022)                      | 451                | modifier les données · modifier les données |
| Saint-Mards-de-Blacarville    | 27563      | 27500             | Bernay         | Pont-Audemer                       | CC de Pont-Audemer / Val de Risle      | 8,78             | 856 (2022)                        | 97                 | modifier les données · modifier les données |
| Saint-Mards-de-Fresne         | 27564      | 27230             | Bernay         | Beuzeville                         | CC Lieuvin Pays d'Auge                 | 13,49            | 344 (2022)                        | 26                 | modifier les données · modifier les données |
| Saint-Martin-du-Tilleul       | 27569      | 27300             | Bernay         | Bernay                             | CC Intercom Bernay Terres de Normandie | 5,15             | 245 (2022)                        | 48                 | modifier les données · modifier les données |
| Saint-Martin-la-Campagne      | 27570      | 27930             | Évreux         | Le Neubourg                        | CA Évreux Portes de Normandie          | 3,52             | 101 (2022)                        | 29                 | modifier les données · modifier les données |
| Saint-Martin-Saint-Firmin     | 27571      | 27450             | Bernay         | Beuzeville                         | CC Lieuvin Pays d'Auge                 | 6,37             | 336 (2022)                        | 53                 | modifier les données · modifier les données |
| Saint-Meslin-du-Bosc          | 27572      | 27370             | Bernay         | Le Neubourg                        | CC du Pays du Neubourg                 | 1,57             | 308 (2022)                        | 196                | modifier les données · modifier les données |
| Saint-Ouen-de-Pontcheuil      | 27579      | 27370             | Bernay         | Grand Bourgtheroulde               | CC Roumois Seine                       | 1,17             | 101 (2022)                        | 86                 | modifier les données · modifier les données |
| Saint-Ouen-de-Thouberville    | 27580      | 27310             | Bernay         | Bourg-Achard                       | CC Roumois Seine                       | 6,32             | 2 426 (2022)                      | 384                | modifier les données · modifier les données |
| Saint-Ouen-du-Tilleul         | 27582      | 27670             | Bernay         | Grand Bourgtheroulde               | CC Roumois Seine                       | 3,99             | 1 777 (2022)                      | 445                | modifier les données · modifier les données |
| Saint-Paul-de-Fourques        | 27584      | 27800             | Bernay         | Brionne                            | CC Intercom Bernay Terres de Normandie | 4,03             | 268 (2022)                        | 67                 | modifier les données · modifier les données |
| Saint-Philbert-sur-Boissey    | 27586      | 27520             | Bernay         | Grand Bourgtheroulde               | CC Roumois Seine                       | 3,03             | 172 (2022)                        | 57                 | modifier les données · modifier les données |
| Saint-Philbert-sur-Risle      | 27587      | 27290             | Bernay         | Pont-Audemer                       | CC de Pont-Audemer / Val de Risle      | 13,15            | 824 (2022)                        | 63                 | modifier les données · modifier les données |
| Saint-Pierre-de-Bailleul      | 27589      | 27920             | Les Andelys    | Gaillon                            | CA Seine-Eure                          | 6,34             | 975 (2022)                        | 154                | modifier les données · modifier les données |
| Saint-Pierre-de-Cernières     | 27590      | 27390             | Bernay         | Breteuil                           | CC Intercom Bernay Terres de Normandie | 11,62            | 235 (2022)                        | 20                 | modifier les données · modifier les données |
| Saint-Pierre-de-Cormeilles    | 27591      | 27260             | Bernay         | Beuzeville                         | CC Lieuvin Pays d'Auge                 | 17,29            | 580 (2022)                        | 34                 | modifier les données · modifier les données |
| Saint-Pierre-de-Salerne       | 27592      | 27800             | Bernay         | Brionne                            | CC Intercom Bernay Terres de Normandie | 6,92             | 231 (2022)                        | 33                 | modifier les données · modifier les données |
| Saint-Pierre-des-Fleurs       | 27593      | 27370             | Bernay         | Grand Bourgtheroulde               | CC Roumois Seine                       | 2,79             | 1 688 (2022)                      | 605                | modifier les données · modifier les données |
| Saint-Pierre-des-Ifs          | 27594      | 27450             | Bernay         | Beuzeville                         | CC Lieuvin Pays d'Auge                 | 6,17             | 258 (2022)                        | 42                 | modifier les données · modifier les données |
| Saint-Pierre-du-Bosguérard    | 27595      | 27370             | Bernay         | Grand Bourgtheroulde               | CC Roumois Seine                       | 10,10            | 962 (2022)                        | 95                 | modifier les données · modifier les données |
| Saint-Pierre-du-Val           | 27597      | 27210             | Bernay         | Beuzeville                         | CC du Pays de Honfleur-Beuzeville      | 12,23            | 589 (2022)                        | 48                 | modifier les données · modifier les données |
| Saint-Pierre-du-Vauvray       | 27598      | 27430             | Les Andelys    | Louviers                           | CA Seine-Eure                          | 4,34             | 1 231 (2022)                      | 284                | modifier les données · modifier les données |
| Saint-Pierre-la-Garenne       | 27599      | 27600             | Les Andelys    | Gaillon                            | CA Seine-Eure                          | 7,64             | 923 (2022)                        | 121                | modifier les données · modifier les données |
| Saint-Samson-de-la-Roque      | 27601      | 27680             | Bernay         | Bourg-Achard                       | CC de Pont-Audemer / Val de Risle      | 15,69            | 437 (2022)                        | 28                 | modifier les données · modifier les données |
| Saint-Sébastien-de-Morsent    | 27602      | 27180             | Évreux         | Évreux-1                           | CA Évreux Portes de Normandie          | 10,02            | 5 508 (2022)                      | 550                | modifier les données · modifier les données |
| Saint-Siméon                  | 27603      | 27560             | Bernay         | Beuzeville                         | CC Lieuvin Pays d'Auge                 | 7,49             | 323 (2022)                        | 43                 | modifier les données · modifier les données |
| Saint-Sulpice-de-Grimbouville | 27604      | 27210             | Bernay         | Beuzeville                         | CC du Pays de Honfleur-Beuzeville      | 4,32             | 156 (2022)                        | 36                 | modifier les données · modifier les données |
| Saint-Sylvestre-de-Cormeilles | 27605      | 27260             | Bernay         | Beuzeville                         | CC Lieuvin Pays d'Auge                 | 9,50             | 226 (2022)                        | 24                 | modifier les données · modifier les données |
| Saint-Symphorien              | 27606      | 27500             | Bernay         | Pont-Audemer                       | CC de Pont-Audemer / Val de Risle      | 3,78             | 470 (2022)                        | 124                | modifier les données · modifier les données |
| Saint-Victor-d'Épine          | 27609      | 27800             | Bernay         | Brionne                            | CC Intercom Bernay Terres de Normandie | 7,89             | 337 (2022)                        | 43                 | modifier les données · modifier les données |
| Saint-Victor-de-Chrétienville | 27608      | 27300             | Bernay         | Bernay                             | CC Intercom Bernay Terres de Normandie | 5,81             | 439 (2022)                        | 76                 | modifier les données · modifier les données |
| Saint-Victor-sur-Avre         | 27610      | 27130             | Bernay         | Verneuil d'Avre et d'Iton          | CC Interco Normandie Sud Eure          | 6,90             | 56 (2022)                         | 8,1                | modifier les données · modifier les données |
| Saint-Vigor                   | 27611      | 27930             | Évreux         | Évreux-2                           | CA Évreux Portes de Normandie          | 6,58             | 312 (2022)                        | 47                 | modifier les données · modifier les données |
| Saint-Vincent-des-Bois        | 27612      | 27950             | Les Andelys    | Pacy-sur-Eure                      | CA Seine Normandie Agglomération       | 5,29             | 338 (2022)                        | 64                 | modifier les données · modifier les données |
| Saint-Vincent-du-Boulay       | 27613      | 27230             | Bernay         | Beuzeville                         | CC Lieuvin Pays d'Auge                 | 6,56             | 370 (2022)                        | 56                 | modifier les données · modifier les données |
| Sainte-Colombe-la-Commanderie | 27524      | 27110             | Bernay         | Le Neubourg                        | CC du Pays du Neubourg                 | 10,86            | 854 (2022)                        | 79                 | modifier les données · modifier les données |
| Sainte-Colombe-près-Vernon    | 27525      | 27950             | Les Andelys    | Pacy-sur-Eure                      | CA Seine Normandie Agglomération       | 2,69             | 310 (2022)                        | 115                | modifier les données · modifier les données |
| Sainte-Geneviève-lès-Gasny    | 27540      | 27620             | Les Andelys    | Vernon                             | CA Seine Normandie Agglomération       | 4,17             | 648 (2022)                        | 155                | modifier les données · modifier les données |
| Sainte-Marie-d'Attez          | 27578      | 27160             | Bernay         | Breteuil                           | CC Interco Normandie Sud Eure          | 26,04            | 579 (2022)                        | 22                 | modifier les données · modifier les données |
| Sainte-Marie-de-Vatimesnil    | 27567      | 27150             | Les Andelys    | Gisors                             | CC du Vexin Normand                    | 7,35             | 268 (2022)                        | 36                 | modifier les données · modifier les données |
| Sainte-Marthe                 | 27568      | 27190             | Évreux         | Conches-en-Ouche                   | CC du Pays de Conches                  | 17,50            | 491 (2022)                        | 28                 | modifier les données · modifier les données |
| Sainte-Opportune-du-Bosc      | 27576      | 27110             | Bernay         | Brionne                            | CC du Pays du Neubourg                 | 8,07             | 636 (2022)                        | 79                 | modifier les données · modifier les données |
| Sainte-Opportune-la-Mare      | 27577      | 27680             | Bernay         | Bourg-Achard                       | CC Roumois Seine                       | 10,89            | 429 (2022)                        | 39                 | modifier les données · modifier les données |
| Sancourt                      | 27614      | 27150             | Les Andelys    | Gisors                             | CC du Vexin Normand                    | 6,63             | 171 (2022)                        | 26                 | modifier les données · modifier les données |
| Sassey                        | 27615      | 27930             | Évreux         | Évreux-3                           | CA Évreux Portes de Normandie          | 4,28             | 198 (2022)                        | 46                 | modifier les données · modifier les données |
| Saussay-la-Campagne           | 27617      | 27150             | Les Andelys    | Gisors                             | CC du Vexin Normand                    | 5,00             | 532 (2022)                        | 106                | modifier les données · modifier les données |
| La Saussaye                   | 27616      | 27370             | Bernay         | Grand Bourgtheroulde               | CA Seine-Eure                          | 3,53             | 1 914 (2022)                      | 542                | modifier les données · modifier les données |
| Sébécourt                     | 27618      | 27190             | Évreux         | Conches-en-Ouche                   | CC du Pays de Conches                  | 14,80            | 462 (2022)                        | 31                 | modifier les données · modifier les données |
| Selles                        | 27620      | 27500             | Bernay         | Pont-Audemer                       | CC de Pont-Audemer / Val de Risle      | 10,09            | 476 (2022)                        | 47                 | modifier les données · modifier les données |
| Serez                         | 27621      | 27220             | Évreux         | Saint-André-de-l'Eure              | CA Évreux Portes de Normandie          | 6,33             | 171 (2022)                        | 27                 | modifier les données · modifier les données |
| Serquigny                     | 27622      | 27470             | Bernay         | Bernay                             | CC Intercom Bernay Terres de Normandie | 11,40            | 1 772 (2022)                      | 155                | modifier les données · modifier les données |
| Surtauville                   | 27623      | 27400             | Les Andelys    | Pont-de-l'Arche                    | CA Seine-Eure                          | 4,42             | 489 (2022)                        | 111                | modifier les données · modifier les données |
| Surville                      | 27624      | 27400             | Les Andelys    | Pont-de-l'Arche                    | CA Seine-Eure                          | 5,72             | 854 (2022)                        | 149                | modifier les données · modifier les données |
| Suzay                         | 27625      | 27420             | Les Andelys    | Les Andelys                        | CA Seine Normandie Agglomération       | 4,11             | 344 (2022)                        | 84                 | modifier les données · modifier les données |
| Sylvains-Lès-Moulins          | 27693      | 27240             | Bernay         | Verneuil d'Avre et d'Iton          | CC Interco Normandie Sud Eure          | 23,88            | 1 280 (2022)                      | 54                 | modifier les données · modifier les données |
| Terres de Bord                | 27412      | 27340 27400       | Les Andelys    | Pont-de-l'Arche                    | CA Seine-Eure                          | 22,44            | 1 577 (2022)                      | 70                 | modifier les données · modifier les données |
| Le Theil-Nolent               | 27627      | 27230             | Bernay         | Beuzeville                         | CC Lieuvin Pays d'Auge                 | 4,11             | 272 (2022)                        | 66                 | modifier les données · modifier les données |
| Thénouville                   | 27089      | 27290 27520       | Bernay         | Grand Bourgtheroulde               | CC Roumois Seine                       | 13,19            | 1 016 (2022)                      | 77                 | modifier les données · modifier les données |
| Thiberville                   | 27629      | 27230             | Bernay         | Beuzeville                         | CC Lieuvin Pays d'Auge                 | 7,98             | 1 765 (2022)                      | 221                | modifier les données · modifier les données |
| Thibouville                   | 27630      | 27800             | Bernay         | Brionne                            | CC Intercom Bernay Terres de Normandie | 8,83             | 326 (2022)                        | 37                 | modifier les données · modifier les données |
| Thierville                    | 27631      | 27290             | Bernay         | Pont-Audemer                       | CC de Pont-Audemer / Val de Risle      | 3,60             | 368 (2022)                        | 102                | modifier les données · modifier les données |
| Le Thil                       | 27632      | 27150             | Les Andelys    | Gisors                             | CC du Vexin Normand                    | 4,24             | 594 (2022)                        | 140                | modifier les données · modifier les données |
| Les Thilliers-en-Vexin        | 27633      | 27420             | Les Andelys    | Gisors                             | CC du Vexin Normand                    | 1,57             | 493 (2022)                        | 314                | modifier les données · modifier les données |
| Le Thuit                      | 27635      | 27700             | Les Andelys    | Les Andelys                        | CA Seine Normandie Agglomération       | 3,02             | 143 (2022)                        | 47                 | modifier les données · modifier les données |
| Le Thuit de l'Oison           | 27638      | 27370             | Bernay         | Grand Bourgtheroulde               | CC Roumois Seine                       | 15,58            | 3 801 (2022)                      | 244                | modifier les données · modifier les données |
| Tilleul-Dame-Agnès            | 27640      | 27170             | Évreux         | Conches-en-Ouche                   | CC du Pays de Conches                  | 5,12             | 197 (2022)                        | 38                 | modifier les données · modifier les données |
| Le Tilleul-Lambert            | 27641      | 27110             | Bernay         | Le Neubourg                        | CC du Pays du Neubourg                 | 5,83             | 265 (2022)                        | 45                 | modifier les données · modifier les données |
| Tillières-sur-Avre            | 27643      | 27570             | Bernay         | Verneuil d'Avre et d'Iton          | CC Interco Normandie Sud Eure          | 16,76            | 1 037 (2022)                      | 62                 | modifier les données · modifier les données |
| Tilly                         | 27644      | 27510             | Les Andelys    | Les Andelys                        | CA Seine Normandie Agglomération       | 12,19            | 575 (2022)                        | 47                 | modifier les données · modifier les données |
| Tocqueville                   | 27645      | 27500             | Bernay         | Bourg-Achard                       | CC Roumois Seine                       | 2,48             | 143 (2022)                        | 58                 | modifier les données · modifier les données |
| Le Torpt                      | 27646      | 27210             | Bernay         | Beuzeville                         | CC Lieuvin Pays d'Auge                 | 6,59             | 460 (2022)                        | 70                 | modifier les données · modifier les données |
| Touffreville                  | 27649      | 27440             | Les Andelys    | Romilly-sur-Andelle                | CC Lyons Andelle                       | 10,68            | 340 (2022)                        | 32                 | modifier les données · modifier les données |
| Tournedos-Bois-Hubert         | 27650      | 27180             | Bernay         | Le Neubourg                        | CC du Pays du Neubourg                 | 7,99             | 450 (2022)                        | 56                 | modifier les données · modifier les données |
| Tourneville                   | 27652      | 27930             | Évreux         | Le Neubourg                        | CA Évreux Portes de Normandie          | 7,31             | 318 (2022)                        | 44                 | modifier les données · modifier les données |
| Tourville-la-Campagne         | 27654      | 27370             | Bernay         | Grand Bourgtheroulde               | CC du Pays du Neubourg                 | 8,27             | 1 114 (2022)                      | 135                | modifier les données · modifier les données |
| Tourville-sur-Pont-Audemer    | 27655      | 27500             | Bernay         | Pont-Audemer                       | CC de Pont-Audemer / Val de Risle      | 10,80            | 722 (2022)                        | 67                 | modifier les données · modifier les données |
| Toutainville                  | 27656      | 27500             | Bernay         | Pont-Audemer                       | CC de Pont-Audemer / Val de Risle      | 11,85            | 1 280 (2022)                      | 108                | modifier les données · modifier les données |
| Treis-Sants-en-Ouche          | 27516      | 27270 27300       | Bernay         | Bernay                             | CC Intercom Bernay Terres de Normandie | 30,73            | 1 334 (2022)                      | 43                 | modifier les données · modifier les données |
| Le Tremblay-Omonville         | 27658      | 27110             | Bernay         | Le Neubourg                        | CC du Pays du Neubourg                 | 5,41             | 383 (2022)                        | 71                 | modifier les données · modifier les données |
| La Trinité                    | 27659      | 27930             | Évreux         | Évreux-3                           | CA Évreux Portes de Normandie          | 2,99             | 128 (2022)                        | 43                 | modifier les données · modifier les données |
| La Trinité-de-Réville         | 27660      | 27270             | Bernay         | Breteuil                           | CC Intercom Bernay Terres de Normandie | 11,15            | 244 (2022)                        | 22                 | modifier les données · modifier les données |
| La Trinité-de-Thouberville    | 27661      | 27310             | Bernay         | Bourg-Achard                       | CC Roumois Seine                       | 3,33             | 416 (2022)                        | 125                | modifier les données · modifier les données |
| Triqueville                   | 27662      | 27500             | Bernay         | Pont-Audemer                       | CC de Pont-Audemer / Val de Risle      | 9,48             | 349 (2022)                        | 37                 | modifier les données · modifier les données |
| Les Trois Lacs                | 27676      | 27700 27940       | Les Andelys    | Gaillon                            | CA Seine-Eure                          | 36,53            | 1 748 (2022)                      | 48                 | modifier les données · modifier les données |
| Le Troncq                     | 27663      | 27110             | Bernay         | Le Neubourg                        | CC du Pays du Neubourg                 | 4,59             | 170 (2022)                        | 37                 | modifier les données · modifier les données |
| Le Tronquay                   | 27664      | 27480             | Les Andelys    | Romilly-sur-Andelle                | CC Lyons Andelle                       | 19,06            | 525 (2022)                        | 28                 | modifier les données · modifier les données |
| Trouville-la-Haule            | 27665      | 27680             | Bernay         | Bourg-Achard                       | CC Roumois Seine                       | 12,25            | 754 (2022)                        | 62                 | modifier les données · modifier les données |
| La Vacherie                   | 27666      | 27400             | Les Andelys    | Pont-de-l'Arche                    | CA Seine-Eure                          | 7,63             | 557 (2022)                        | 73                 | modifier les données · modifier les données |
| Le Val d'Hazey                | 27022      | 27600 27940       | Les Andelys    | Gaillon                            | CA Seine-Eure                          | 14,37            | 5 156 (2022)                      | 359                | modifier les données · modifier les données |
| Val d'Orger                   | 27294      | 27380 27440       | Les Andelys    | Romilly-sur-Andelle                | CC Lyons Andelle                       | 10,97            | 990 (2022)                        | 90                 | modifier les données · modifier les données |
| Le Val-David                  | 27668      | 27120             | Évreux         | Évreux-3                           | CA Évreux Portes de Normandie          | 6,79             | 672 (2022)                        | 99                 | modifier les données · modifier les données |
| Val-de-Reuil                  | 27701      | 27100             | Les Andelys    | Val-de-Reuil                       | CA Seine-Eure                          | 25,94            | 12 939 (2022)                     | 499                | modifier les données · modifier les données |
| Le Val-Doré                   | 27447      | 27190             | Évreux         | Conches-en-Ouche                   | CC du Pays de Conches                  | 20,17            | 883 (2022)                        | 44                 | modifier les données · modifier les données |
| Valailles                     | 27667      | 27300             | Bernay         | Bernay                             | CC Intercom Bernay Terres de Normandie | 5,37             | 409 (2022)                        | 76                 | modifier les données · modifier les données |
| Valletot                      | 27669      | 27350             | Bernay         | Bourg-Achard                       | CC Roumois Seine                       | 5,79             | 411 (2022)                        | 71                 | modifier les données · modifier les données |
| Vandrimare                    | 27670      | 27380             | Les Andelys    | Romilly-sur-Andelle                | CC Lyons Andelle                       | 6,48             | 966 (2022)                        | 149                | modifier les données · modifier les données |
| Vannecrocq                    | 27671      | 27210             | Bernay         | Beuzeville                         | CC Lieuvin Pays d'Auge                 | 4,93             | 163 (2022)                        | 33                 | modifier les données · modifier les données |
| Vascœuil                      | 27672      | 27910             | Les Andelys    | Romilly-sur-Andelle                | CC Lyons Andelle                       | 7,39             | 322 (2022)                        | 44                 | modifier les données · modifier les données |
| Vatteville                    | 27673      | 27430             | Les Andelys    | Les Andelys                        | CA Seine Normandie Agglomération       | 4,27             | 177 (2022)                        | 41                 | modifier les données · modifier les données |
| Le Vaudreuil                  | 27528      | 27100             | Les Andelys    | Val-de-Reuil                       | CA Seine-Eure                          | 5,49             | 3 622 (2022)                      | 660                | modifier les données · modifier les données |
| Vaux-sur-Eure                 | 27674      | 27120             | Les Andelys    | Pacy-sur-Eure                      | CA Seine Normandie Agglomération       | 2,90             | 271 (2022)                        | 93                 | modifier les données · modifier les données |
| Venon                         | 27677      | 27110             | Bernay         | Le Neubourg                        | CC du Pays du Neubourg                 | 5,07             | 389 (2022)                        | 77                 | modifier les données · modifier les données |
| Les Ventes                    | 27678      | 27180             | Évreux         | Conches-en-Ouche                   | CA Évreux Portes de Normandie          | 20,65            | 1 047 (2022)                      | 51                 | modifier les données · modifier les données |
| Verneuil d'Avre et d'Iton     | 27679      | 27130 27160       | Bernay         | Breteuil Verneuil d'Avre et d'Iton | CC Interco Normandie Sud Eure          | 56,00            | 7 262 (2022)                      | 130                | modifier les données · modifier les données |
| Verneusses                    | 27680      | 27390             | Bernay         | Breteuil                           | CC Intercom Bernay Terres de Normandie | 16,15            | 180 (2022)                        | 11                 | modifier les données · modifier les données |
| Vernon                        | 27681      | 27200             | Les Andelys    | Vernon                             | CA Seine Normandie Agglomération       | 34,92            | 24 841 (2022)                     | 711                | modifier les données · modifier les données |
| Vesly                         | 27682      | 27870             | Les Andelys    | Gisors                             | CC du Vexin Normand                    | 11,96            | 621 (2022)                        | 52                 | modifier les données · modifier les données |
| Vexin-sur-Epte                | 27213      | 27420 27510 27630 | Les Andelys    | Les Andelys                        | CA Seine Normandie Agglomération       | 114,49           | 6 026 (2022)                      | 53                 | modifier les données · modifier les données |
| Vézillon                      | 27683      | 27700             | Les Andelys    | Les Andelys                        | CA Seine Normandie Agglomération       | 2,04             | 234 (2022)                        | 115                | modifier les données · modifier les données |
| Le Vieil-Évreux               | 27684      | 27930             | Évreux         | Évreux-3                           | CA Évreux Portes de Normandie          | 11,57            | 840 (2022)                        | 73                 | modifier les données · modifier les données |
| La Vieille-Lyre               | 27685      | 27330             | Bernay         | Breteuil                           | CC Interco Normandie Sud Eure          | 19,63            | 653 (2022)                        | 33                 | modifier les données · modifier les données |
| Vieux-Port                    | 27686      | 27680             | Bernay         | Bourg-Achard                       | CC Roumois Seine                       | 0,57             | 50 (2022)                         | 88                 | modifier les données · modifier les données |
| Villegats                     | 27689      | 27120             | Les Andelys    | Pacy-sur-Eure                      | CA Seine Normandie Agglomération       | 3,58             | 353 (2022)                        | 99                 | modifier les données · modifier les données |
| Villers-en-Vexin              | 27690      | 27420             | Les Andelys    | Gisors                             | CC du Vexin Normand                    | 6,29             | 313 (2022)                        | 50                 | modifier les données · modifier les données |
| Villers-sur-le-Roule          | 27691      | 27940             | Les Andelys    | Gaillon                            | CA Seine-Eure                          | 4,32             | 841 (2022)                        | 195                | modifier les données · modifier les données |
| Villettes                     | 27692      | 27110             | Bernay         | Le Neubourg                        | CC du Pays du Neubourg                 | 6,87             | 169 (2022)                        | 25                 | modifier les données · modifier les données |
| Villez-sous-Bailleul          | 27694      | 27950             | Les Andelys    | Pacy-sur-Eure                      | CA Seine Normandie Agglomération       | 4,36             | 318 (2022)                        | 73                 | modifier les données · modifier les données |
| Villez-sur-le-Neubourg        | 27695      | 27110             | Bernay         | Le Neubourg                        | CC du Pays du Neubourg                 | 4,82             | 233 (2022)                        | 48                 | modifier les données · modifier les données |
| Villiers-en-Désœuvre          | 27696      | 27640             | Les Andelys    | Pacy-sur-Eure                      | CA Seine Normandie Agglomération       | 14,65            | 859 (2022)                        | 59                 | modifier les données · modifier les données |
| Vironvay                      | 27697      | 27400             | Les Andelys    | Louviers                           | CA Seine-Eure                          | 3,90             | 331 (2022)                        | 85                 | modifier les données · modifier les données |
| Vitot                         | 27698      | 27110             | Bernay         | Le Neubourg                        | CC du Pays du Neubourg                 | 4,69             | 559 (2022)                        | 119                | modifier les données · modifier les données |
| Voiscreville                  | 27699      | 27520             | Bernay         | Grand Bourgtheroulde               | CC Roumois Seine                       | 1,69             | 117 (2022)                        | 69                 | modifier les données · modifier les données |
| Vraiville                     | 27700      | 27370             | Bernay         | Le Neubourg                        | CA Seine-Eure                          | 6,82             | 725 (2022)                        | 106                | modifier les données · modifier les données |
| Eure                          | 27         |                   |                |                                    |                                        | 6 040,00         | 601 305 (2022)                    | 100                | modifier les données                        |